# Temporada 2023 del Campeonato Brasileño de Moto 1000 GP
La temporada 2023 del Campeonato Brasileño de Moto 1000 GP es la 6.ª edición del Moto 1000 GP y la 13.ª edición del Campeonato Brasileño de Motovelicidade.
El "Campeonato Brasileño de Moto 1000 GP" es la principal categoría de motociclismo en Brasil junto con Campeonato Brasileño de Superbikes. Fue creado en 2011. y ha sido gestionado desde su fundación por la empresa de Alex Barros.
Una superbike (abreviado a menudo como SBK) es un tipo de motocicleta que se utiliza en competiciones de motociclismo de velocidad, entre ellas el Campeonato Mundial de Superbikes y el Campeonato Mundial de Motociclismo de Resistencia. A diferencia de las motocicletas usadas en el Campeonato Mundial de Motociclismo, las superbikes deben ser modelos derivados de los de serie. Esto las hace menos costosas de desarrollar y mantener, por lo cual varios campeonatos nacionales de motociclismo de velocidad se disputan con ellas.
Para que las marcas de motocicletas puedan usar sus motocicletas en los campeonatos, deben primero homologarlas y vender una cierta cantidad de unidades al público. Según el campeonato, se permite la modificación de suspensiones, frenos y ruedas. Los motores son de alta cilindrada: entre 850 y 1200 cc para motores bicilíndricos, y entre 750 y 1000 cc para los de cuatro cilindros. Hasta mediados de la década de 1990, también se permitieron motores de dos tiempos en lugar de cuatro tiempos, en este caso de hasta 500 cc de cilindrada.

## Calendario
| Ronda | Fecha           | Gran Premio                | Circuito                                          | Ciudad           | Horário | Info  |
| ----- | --------------- | -------------------------- | ------------------------------------------------- | ---------------- | ------- | ----- |
| 1     | 16 de abril     | Grande Prêmio Goiás        | Autódromo Internacional Ayrton Senna              | Goiânia, GO      | 12h40   | [ 2 ] |
| 2     | 28 de mayo      | Grande Prêmio Campo Grande | Autódromo Internacional Orlando Moura             | Campo Grande, MS | 13h55   | [ 3 ] |
| 3     | 16 de julio     | Grande Prêmio Potenza      | Autódromo Potenza                                 | Lima Duarte, MG  | 13h38   | [ 4 ] |
| 4     | 27 de agosto    | Grande Prêmio Cascavel     | Autódromo Internacional de Cascavel - Zilmar Beux | Cascavel, PR     | 12h10   | [ 5 ] |
| 5     | 8 de octubre    | Grande Prêmio Curvelo      | Circuito dos Cristais                             | Curvelo, MG      | 13h10   | [ 6 ] |
| 6     | 12 de noviembre | Grande Prêmio Pirelli      | Autódromo Internacional Ayrton Senna              | Goiânia, GO      | 13h38   | [ 7 ] |

## Equipos y pilotos

### GP 1000
| Equipo                     | Constructor | Moto                  | Neu. | N.º | Piloto                       | Rondas    |
| -------------------------- | ----------- | --------------------- | ---- | --- | ---------------------------- | --------- |
| Centermoto Racing          | BMW         | BMW S1000RR           | P    | 82  | Pedro Lins                   | Todas     |
| Centermoto Racing          | BMW         | BMW S1000RR           | P    | 34  | Peri Cunha                   | 3-6       |
| W. Vaz Racing @W.Vazracing | Kawasaki    | Kawasaki Ninja ZX-10R | P    | 50  | Gleidson Matsubara "Babinha" | Todas     |
| W. Vaz Racing @W.Vazracing | Kawasaki    | Kawasaki Ninja ZX-10R | P    | 16  | Alan Dantas "Galego"         | Todas     |
| PRT / AD78 Yamaha Racing   | Yamaha      | Yamaha YZF-R1         | P    | 64  | Ton Kawakami                 | 1-2       |
| PRT / AD78 Yamaha Racing   | Yamaha      | Yamaha YZF-R1         | P    | 58  | Meikon Kawakami              | 1-2       |
| PRT / AD78 Yamaha Racing   | Yamaha      | Yamaha YZF-R1         | P    | 86  | Ramiro Gandola               | 3-6       |
| Art Aston Racing Team      | BMW         | BMW S1000RR           | P    | 20  | Givanildo Massardi           | 3         |
| Art Aston Racing Team      | BMW         | BMW S1000RR           | P    | 59  | Oswaldo Dinho                | 4         |
| Tini Racing                | Ducati      | Ducati 1299R Panigale | P    | 38  | Caio Cordeiro de Lima        | 1 y 6     |
| Tini Racing                | Ducati      | Ducati 1299R Panigale | P    | 73  | Marcelo Miarelli "Mimi"      | 3-6       |
| BSB Motor Racing           | BMW         | BMW S1000RR           | P    | 35  | Victor Doneda                | 4         |
| BSB Motor Racing           | BMW         | BMW S1000RR           | P    | 28  | Rafael Maranhão              | 3         |
| Procommps XIR Race Team    | Ducati      | Ducati Panigale V4 R  | P    | 33  | Renato Vale "Renatão"        | 5         |
| Procommps XIR Race Team    | Ducati      | Ducati Panigale V4 R  | P    | 21  | Léo Mendonça                 | 5         |
| Norte Minas Race Team      | Aprilia     | Aprilia RSV4          | P    | 81  | Guilherme Agostine           | 1         |
| Norte Minas Race Team      | Aprilia     | Aprilia RSV4          | P    | 10  | Jefferson Bezerra "Jeffão"   | 1         |
| Potenza Racing             | Kawasaki    | Kawasaki Ninja ZX-10R | P    | 70  | Hugo Barbosa                 | Todas     |
| Potenza Racing             | Kawasaki    | Kawasaki Ninja ZX-10R | P    | 2   | William Barros               | Todas     |
| Motobel Brothers           | Kawasaki    | Kawasaki Ninja ZX-10R | P    | 94  | Breno Machado "Kabelin"      | 3 y 5     |
| Motobel Brothers           | Kawasaki    | Kawasaki Ninja ZX-10R | P    | 11  | Luís Bertoli                 | 4         |
| 77 Galego Race Team        | BMW         | BMW S1000RR           | P    | 19  | Alexandre "Xande El Toro"    | Todas     |
| 77 Galego Race Team        | BMW         | BMW S1000RR           | P    | 25  | Daniel Morais "Tigrão"       | 6         |
| Abboud Racing              | Kawasaki    | Kawasaki Ninja ZX-10R | P    | 43  | Jirios Semaan Abboud         | Todas     |
| Abboud Racing              | Kawasaki    | Kawasaki Ninja ZX-10R | P    | 45  | Michel Semaan Abboud         | Todas     |
| Dazzi Racing               | BMW         | BMW S1000RR           | P    | 6   | Rodrigo Dazzi                | 3 e 5     |
| Dazzi Racing               | BMW         | BMW S1000RR           | P    | 75  | Iovandes Elias "Natural"     | 1-4       |
| Sport Plus Racing          | BMW         | BMW S1000RR           | P    | 15  | Henrique Castro              | 1-4       |
| Sport Plus Racing          | BMW         | BMW S1000RR           | P    | 14  | Júlio Fortunato              | 3         |
| Kings                      | Yamaha      | Yamaha YZF-R1         | P    | 69  | Breno Pinto                  | Todas     |
| Kings                      | Yamaha      | Yamaha YZF-R1         | P    | 85  | Gustavo Manso                | 6         |
| Surf BSB Motor Racing      | Honda       | Honda CBR 1000RR      | P    | 36  | Wendell Vaz                  | 1         |
| Surf BSB Motor Racing      | Honda       | Honda CBR 1000RR      | P    | 26  | Eduardo Marques              | 1-2 y 4-6 |
| Sagrada Moto Racing        | Suzuki      | Suzuki GSX-R 1000     | P    | 90  | André Aguiar                 | 3         |
| Sagrada Moto Racing        | Suzuki      | Suzuki GSX-R 1000     | P    | 67  | Cleiton Hendges              | 4         |
| Hracing                    | Kawasaki    | Kawasaki Ninja ZX-10R | P    | 74  | Mauro Monstrão               | 4         |
| Hracing                    | Kawasaki    | Kawasaki Ninja ZX-10R | P    | 62  | Érico Veríssimo              | 1-4       |
| Bluefit                    | Kawasaki    | Kawasaki Ninja ZX-10R | P    | 40  | Élvis Carneirinho            | 2-4 y 6   |
| Bluefit                    | Kawasaki    | Kawasaki Ninja ZX-10R | P    | 52  | Alexandre Ayabe              | Todas     |
| Fucinho Racing Team        | Kawasaki    | Kawasaki Ninja ZX-10R | P    | 32  | Bernardo Herculano           | 1-2       |
| Martini Racing             | Kawasaki    | Kawasaki Ninja ZX-10R | P    | 96  | Fernando Araújo "Negão"      | 2 y 6     |
| Martini Racing             | Kawasaki    | Kawasaki Ninja ZX-10R | P    | 91  | Bruno Carvalho "Gibi 94"     | Todas     |
| Kremer Racing              | BMW         | BMW S1000RR           | P    | 46  | Márcio Bortolini             | 4         |
| Kremer Racing              | BMW         | BMW S1000RR           | P    | 99  | Celso Filho                  | 6         |
| Panasport Team             | BMW         | BMW S1000RR           | P    | 92  | Fernando Araújo Jr           | 6         |
| Panasport Team             | BMW         | BMW S1000RR           | P    | 44  | Maurício Protta "Máskara"    | 3 y 5     |
| Cougar Primagaz Racing     | BMW         | BMW S1000RR           | P    | 53  | Alex Barbosa                 | 4         |
| Cougar Primagaz Racing     | BMW         | BMW S1000RR           | P    | 77  | Cléberson Maicher "Alemão"   | 4         |
| PSBK Racing                | BMW         | BMW S1000RR           | P    | 27  | Marcelo Portugal             | 4         |
| PSBK Racing                | BMW         | BMW S1000RR           | P    | 97  | André Veríssimo              | 4         |
| RC Racing                  | BMW         | BMW S1000RR           | P    | 79  | Luís Ferraz                  | Todas     |
| Brun Motorsport            | Yamaha      | Yamaha YZF-R1         | P    | 49  | Pablo Nunes                  | Todas     |
| Brun Motorsport            | Yamaha      | Yamaha YZF-R1         | P    | 55  | Diego Hilel                  | 5         |
| Bieri Racing               | Suzuki      | Suzuki GSX-R 1000     | P    | 30  | Raphael Santos               | 1         |
| Advan Sports Nova          | KTM         | KTM RC 1000           | P    | 29  | Victor Oliveira              | 1         |
| From A Racing              | Yamaha      | Yamaha YZF-R1         | P    | 1   | Marcelo Skaf                 | 3-4 y 6   |

| Leyenda             |
| ------------------- |
| Piloto regular      |
| Piloto invitado     |
| Piloto de reemplazo |

### GP 600
| Equipo                         | Constructor | Moto                 | Neu. | N.º | Piloto                        | Rondas |
| ------------------------------ | ----------- | -------------------- | ---- | --- | ----------------------------- | ------ |
| Centermoto Racing              | Kawasaki    | Kawasaki Ninja ZX-6R | P    | 7   | Kaywan Freire "Kaká Fumaça"   | 1–16   |
| Centermoto Racing              | Kawasaki    | Kawasaki Ninja ZX-6R | P    | 96  | Everton Lempker               | 1–16   |
| Texx PSBK Racing               | Kawasaki    | Kawasaki Ninja ZX-6R | P    | 88  | Felipe Gonçalves              | 1–16   |
| Texx PSBK Racing               | Kawasaki    | Kawasaki Ninja ZX-6R | P    | 48  | Marcos Kawasaki               | 1–16   |
| Equipe Chaco Vivo Racing       | Yamaha      | Yamaha YZF-R6        | P    | 65  | Mauro Passarino               | 1–16   |
| PRT - Pitico Race Team         | Yamaha      | Yamaha YZF-R6        | P    | 23  | Pedro Valiente                | 1–16   |
| PRT - Pitico Race Team         | Yamaha      | Yamaha YZF-R6        | P    | 29  | Eduardo Burr                  | 1–16   |
| PRT @Equipeprt                 | Ducati      | Ducati Panigale V4S  | P    | 11  | Mateo Escobar                 | 1–12   |
| PRT @Equipeprt                 | Ducati      | Ducati Panigale V4S  | P    | 80  | VH Fotógrafo                  | 1–16   |
| Kavo Racing                    | Honda       | Honda CBR 600RR      | P    | 77  | Sérgio Mansoldo "Cabeleira"   | 1–16   |
| Kavo Racing                    | Honda       | Honda CBR 600RR      | P    | 73  | Wesley Ramos                  | 1–16   |
| Two Brothers                   | Kalex       | Kalex 600GP          | P    | 79  | Bruno Eber                    | 1–12   |
| Two Brothers                   | Kalex       | Kalex 600GP          | P    | 53  | Vicente Flores                | 1–16   |
| ProntoPaguei/Ntsec/Raízes Team | Aprilia     | Aprilia RS660        | P    | 20  | Moacir Bastos "Moa18"         | 1–16   |
| ProntoPaguei/Ntsec/Raízes Team | Aprilia     | Aprilia RS660        | P    | 89  | Rafael França                 | 1–16   |
| Motor Bike                     | Suzuki      | Suzuki GSX-R 600     | P    | 44  | Vinícius Guisso               | 1–16   |
| Motor Bike                     | Suzuki      | Suzuki GSX-R 600     | P    | 2   | Daniel Zapelini               | 1–16   |
| Time GT Racing                 | Yamaha      | Yamaha YZF-R6        | P    | 70  | Pablo Rocha                   | 1–16   |
| Time GT Racing                 | Yamaha      | Yamaha YZF-R6        | P    | 59  | Diego Haddad                  | 1–16   |
| Import Motos                   | Triumph     | Triumph Daytona 675R | P    | 67  | Berlin Weber                  | 1–16   |
| Import Motos                   | Triumph     | Triumph Daytona 675R | P    | 8   | Charles Edward                | 1–16   |
| RP Racing                      | Kawasaki    | Kawasaki Ninja ZX-6R | P    | 95  | Rick Prim "The Doctor"        | 1–12   |
| RP Racing                      | Kawasaki    | Kawasaki Ninja ZX-6R | P    | 61  | Wílson Aguiar "Chefinho"      | 1–16   |
| Moto3 Racing Team              | Kawasaki    | Kawasaki Ninja ZX-6R | P    | 75  | Eno Juares Wilde              | 1–16   |
| Mobil Super Moto               | Kawasaki    | Kawasaki Ninja ZX-6R | P    | 45  | Magson Martins "Japinha"      | 1–12   |
| Mobil Super Moto               | Kawasaki    | Kawasaki Ninja ZX-6R | P    | 74  | Fernando Amorim               | 1–16   |
| Bluefit Champions              | Kawasaki    | Kawasaki Ninja ZX-6R | P    | 76  | Diego Salvador                | 1–16   |
| Bluefit Champions              | Kawasaki    | Kawasaki Ninja ZX-6R | P    | 68  | Leandro Pardini               | 1–16   |
| Motors Company                 | Kawasaki    | Kawasaki Ninja ZX-6R | P    | 71  | Luciano Luti                  | 1–12   |
| Motors Company                 | Kawasaki    | Kawasaki Ninja ZX-6R | P    | 13  | William Maik                  | 1–16   |
| Motors Company                 | Kawasaki    | Kawasaki Ninja ZX-6R | P    | 5   | Patrik Rigoti                 | 13–21  |
| SRT - Shimura Racing Team      | Kawasaki    | Kawasaki Ninja ZX-6R | P    | 83  | Leonardo Martins "Léo"        | 1–16   |
| SRT - Shimura Racing Team      | Kawasaki    | Kawasaki Ninja ZX-6R | P    | 12  | José Reginaldo "Régis" Santos | 1–16   |
| LS36 Team                      | Kawasaki    | Kawasaki Ninja ZX-6R | P    | 31  | Denis Santos                  | 1–12   |
| LS36 Team                      | Kawasaki    | Kawasaki Ninja ZX-6R | P    | 43  | Olímpio Filho                 | 1–16   |
| LS36 Team                      | Kawasaki    | Kawasaki Ninja ZX-6R | P    | 38  | Júnio Bereta                  | 13–21  |
| Obermaier Racing               | Kawasaki    | Kawasaki Ninja ZX-6R | P    | 52  | Edgardo Régis "EDG68"         | 1–16   |
| Obermaier Racing               | Kawasaki    | Kawasaki Ninja ZX-6R | P    | 86  | Vaguiner Trindade             | 1–16   |
| DAF Racing                     | Kawasaki    | Kawasaki Ninja ZX-6R | P    | 54  | Raphael Teixeira              | 1–16   |
| DAF Racing                     | Kawasaki    | Kawasaki Ninja ZX-6R | P    | 66  | Fernando Gonçalves de Araújo  | 1–16   |
| Gebhardt Motorsport            | Kawasaki    | Kawasaki Ninja ZX-6R | P    | 33  | Charles Nonato "Bombeiro"     | 1–16   |
| Gebhardt Motorsport            | Kawasaki    | Kawasaki Ninja ZX-6R | P    | 99  | Ayres Filho                   | 1–16   |
| Tavares Group                  | Kawasaki    | Kawasaki Ninja ZX-6R | P    | 58  | Dênis Bezerra                 | 1–16   |
| Tavares Group                  | Kawasaki    | Kawasaki Ninja ZX-6R | P    | 81  | Nick Antunes                  | 1–16   |
| Tavares Group                  | Kawasaki    | Kawasaki Ninja ZX-6R | P    | 27  | Michael Tanga                 | 1–16   |

| Leyenda             |
| ------------------- |
| Piloto regular      |
| Piloto invitado     |
| Piloto de reemplazo |

### GP 300
| Equipo                      | Constructor | Moto                | Neu. | N.º | Piloto                          | Rondas |
| --------------------------- | ----------- | ------------------- | ---- | --- | ------------------------------- | ------ |
| Fascinelli Racing           | Kawasaki    | Kawasaki Ninja Z400 | P    | 69  | João Fascinelli                 | 1–16   |
| Fascinelli Racing           | Kawasaki    | Kawasaki Ninja Z400 | P    | 12  | Thiago Velten                   | 1–16   |
| PRT - Pitico Race Team      | Kawasaki    | Kawasaki Ninja Z400 | P    | 89  | Heitor Luz "Ourinho"            | 1–16   |
| PRT - Pitico Race Team      | Kawasaki    | Kawasaki Ninja Z400 | P    | 73  | Rodrigo Lima                    | 1–16   |
| BRT                         | CFMoto      | RC250 M3            | P    | 33  | Jhonatam Valentim               | 1–16   |
| MS Racing Team              | Kawasaki    | Kawasaki Ninja Z400 | P    | 40  | Gustavo Viana                   | 1–16   |
| MS Racing Team              | Kawasaki    | Kawasaki Ninja Z400 | P    | 51  | Enzo Calgaroto Valentim         | 1–16   |
| BRT Zueiro Roders           | Kove        | Kove 321RR          | P    | 25  | Júnior Montrazio                | 1–16   |
| BRT Zueiro Roders           | Kove        | Kove 321RR          | P    | 54  | Marco Lara                      | 1–16   |
| Mano Motos                  | KTM         | KTM RC250S          | P    | 36  | Fernando Canedo                 | 1–12   |
| Mano Motos                  | KTM         | KTM RC250S          | P    | 56  | Chico Melo                      | 1–16   |
| Gracing                     | Aprilia     | Aprilia Piaggio 300 | P    | 10  | Fabio Alves                     | 1–16   |
| Gracing                     | Aprilia     | Aprilia Piaggio 300 | P    | 92  | Marques Jr                      | 1–16   |
| Garagem 57 Racing Team      | Kawasaki    | Kawasaki Ninja Z400 | P    | 93  | Carlos Souza                    | 1–12   |
| Garagem 57 Racing Team      | Kawasaki    | Kawasaki Ninja Z400 | P    | 53  | Marco Antoniolli                | 1–16   |
| Garagem 57 Racing Team      | Kawasaki    | Kawasaki Ninja Z400 | P    | 83  | Deiv Luan                       | 13–21  |
| GT Racing Motosport         | Yamaha      | Yamaha YZF-R3       | P    | 9   | Diego Hilel                     | 1–16   |
| GT Racing Motosport         | Yamaha      | Yamaha YZF-R3       | P    | 45  | Cauã Rodrigues                  | 1–16   |
| Tecfill Racing              | Yamaha      | Yamaha YZF-R3       | P    | 81  | Rafael Milazzo                  | 1–16   |
| Equipe Mitiko S Racing      | Kawasaki    | Kawasaki Ninja Z400 | P    | 50  | Marcus Telles                   | 1–16   |
| Equipe Mitiko S Racing      | Kawasaki    | Kawasaki Ninja Z400 | P    | 29  | Hilton Loureiro                 | 1–16   |
| Suel Racing                 | KTM         | KTM RC250S          | P    | 78  | Adalberto "Daw" Pereira         | 1–16   |
| Star Motos                  | Husqvarna   | Husqvarna DPi-V.R   | P    | 71  | Marcus Vinícius "Vini Gardenal" | 1–16   |
| Star Motos                  | Husqvarna   | Husqvarna DPi-V.R   | P    | 76  | Thiago Correia "Tilth"          | 1–16   |
| DRT Racing Team             | Kawasaki    | Kawasaki Ninja Z400 | P    | 95  | Sérgio Garcia                   | 1–12   |
| DRT Racing Team             | Kawasaki    | Kawasaki Ninja Z400 | P    | 34  | Leandro Mendes                  | 1–16   |
| Motorbike                   | Kawasaki    | Kawasaki Ninja Z400 | P    | 27  | Elton Nunes "Coé"               | 1–12   |
| Motorbike                   | Kawasaki    | Kawasaki Ninja Z400 | P    | 28  | Vladimir Corrêa                 | 1–16   |
| Perdigueiros Do Asfalto     | Yamaha      | Yamaha YZF-R3       | P    | 99  | Lucas Cançado                   | 1–16   |
| Perdigueiros Do Asfalto     | Yamaha      | Yamaha YZF-R3       | P    | 14  | Cauã Nunes Rocha                | 1–16   |
| E.J. Racing Team            | Honda       | Honda CBR500R       | P    | 1   | Laion Marques                   | 1–12   |
| E.J. Racing Team            | Honda       | Honda CBR500R       | P    | 75  | Raquel Vaz                      | 1–16   |
| Art Aston Racing Team       | Gas Gas     | GG RC250V2          | P    | 49  | Wilian Silva                    | 1–16   |
| Art Aston Racing Team       | Gas Gas     | GG RC250V2          | P    | 91  | VH Fotógrafo                    | 1–16   |
| Jere Performance            | Yamaha      | Yamaha YZF-R3       | P    | 26  | Flávio Trevizan                 | 1–12   |
| Jere Performance            | Yamaha      | Yamaha YZF-R3       | P    | 74  | Tiago Crespo                    | 1–16   |
| Dezeró Racing               | Kawasaki    | Kawasaki Ninja Z400 | P    | 61  | Demétrius Dias                  | 1–16   |
| Dezeró Racing               | Kawasaki    | Kawasaki Ninja Z400 | P    | 86  | Fernando Basso                  | 1–16   |
| 212 Race Garage             | Gas Gas     | GG RC250V2          | P    | 39  | Carlo Eduardo "Kadu"            | 1–16   |
| 212 Race Garage             | Gas Gas     | GG RC250V2          | P    | 82  | Henrique "Cebolinha"            | 1–16   |
| Dazzi Racing                | Kove        | Kove 321RR          | P    | 52  | Guilherme Borges                | 1–16   |
| Dazzi Racing                | Kove        | Kove 321RR          | P    | 98  | Sidney Martins "Sidão"          | 1–16   |
| Insanity Racing Team        | CFMoto      | RC250 M3            | P    | 47  | Wesley Corrêa                   | 1–16   |
| Insanity Racing Team        | CFMoto      | RC250 M3            | P    | 37  | Rodrigo "RI"                    | 1–16   |
| Team Bluefit Dezeró         | Honda       | Honda CBR500R       | P    | 65  | Vitor Hugo Corrêa               | 1–16   |
| Team Bluefit Dezeró         | Honda       | Honda CBR500R       | P    | 8   | Carlinhos Andrade               | 1–16   |
| Agem Racing By PRT          | KTM         | KTM RC250S          | P    | 4   | Douglas Paz "Doguinha"          | 1–16   |
| Fontanella Racing           | Kawasaki    | Kawasaki Ninja Z400 | P    | 59  | Rodrigo Tertulina               | 1–16   |
| Fontanella Racing           | Kawasaki    | Kawasaki Ninja Z400 | P    | 35  | Elton Junior                    | 1–16   |
| Courage Compétition         | Husqvarna   | Husqvarna DPi-V.R   | P    | 6   | Fábio Vuicik "Fabinho"          | 1–16   |
| Courage Compétition         | Husqvarna   | Husqvarna DPi-V.R   | P    | 22  | Valmir Monteiro                 | 1–16   |
| Team Davey                  | Kalex       | Kalex KL MGP 300    | P    | 66  | Régis Santos "Reginho"          | 1–16   |
| Team Davey                  | Kalex       | Kalex KL MGP 300    | P    | 41  | Ricardo de Camargo              | 1–16   |
| Spice Engineering           | Aprilia     | Aprilia Piaggio 300 | P    | 44  | Chailo Matos                    | 1–16   |
| Spice Engineering           | Aprilia     | Aprilia Piaggio 300 | P    | 17  | Fernando Couto                  | 1–16   |
| Mottin Racing               | Kawasaki    | Kawasaki Ninja Z400 | P    | 18  | Thiago Gonçalves                | 1–16   |
| Mottin Racing               | Kawasaki    | Kawasaki Ninja Z400 | P    | 21  | Thiago Sobral "Thiaguinho"      | 1–16   |
| Obermaier Racing            | Yamaha      | Yamaha YZF-R3       | P    | 23  | Élton Azevedo                   | 1–16   |
| Obermaier Racing            | Yamaha      | Yamaha YZF-R3       | P    | 2   | Imar Mourão                     | 1–16   |
| Jorge Lima 82 Racing        | Yamaha      | Yamaha YZF-R3       | P    | 64  | Sidney Monteiro                 | 1–16   |
| Jorge Lima 82 Racing        | Yamaha      | Yamaha YZF-R3       | P    | 82  | Jorge Lima                      | 1–16   |
| 113 Limestone Brasil Racing | Kalex       | Kalex KL MGP 300    | P    | 97  | Jeferson Melo                   | 1–16   |
| 113 Limestone Brasil Racing | Kalex       | Kalex KL MGP 300    | P    | 67  | Thiago Fagundes                 | 1–16   |
| GP Motorsport               | Kawasaki    | Kawasaki Ninja Z400 | P    | 38  | Fábio Kaveira Sobrinho          | 1–16   |
| Mevania Racing              | Suzuki      | Suzuki GSX-R 300    | P    | 63  | Arílton Soares                  | 1–16   |
| Mevania Racing              | Suzuki      | Suzuki GSX-R 300    | P    | 77  | Juliano Márcio "Julianinho"     | 1–16   |
| Mevania Racing              | Suzuki      | Suzuki GSX-R 300    | P    | 84  | Gian Escritore                  | 1–16   |
| Mevania Racing              | Suzuki      | Suzuki GSX-R 300    | P    | 3   | Jonathas Galvão                 | 1–16   |
| Equipe Alméras Frères       | Kove        | Kove 321RR          | P    | 55  | Élton "Éltinho"                 | 1–16   |
| Berkeley Team               | Yamaha      | Yamaha YZF-R3       | P    | 16  | Luiz Drumond                    | 1–16   |
| Energet Racing              | Kawasaki    | Kawasaki Ninja Z400 | P    | 58  | Ítalo Souza                     | 1–16   |
| Energet Racing              | Kawasaki    | Kawasaki Ninja Z400 | P    | 62  | Marcello Linhares               | 1–16   |
| Energet Racing              | Kawasaki    | Kawasaki Ninja Z400 | P    | 11  | Evandro Lima                    | 1–16   |

| Leyenda             |
| ------------------- |
| Piloto regular      |
| Piloto invitado     |
| Piloto de reemplazo |

### Yamalube R3 bLU cRU Cup South America - Categoría Talent
| Equipo              | Constructor | Moto          | Neu. | N.º | Piloto                           | Rondas |
| ------------------- | ----------- | ------------- | ---- | --- | -------------------------------- | ------ |
| Duesenberg Racing   | Yamaha      | Yamaha YZF-R3 | P    | 31  | Mário Salles                     | 1–16   |
| Duesenberg Racing   | Yamaha      | Yamaha YZF-R3 | P    | 75  | Cauã Rodrigues                   | 1–16   |
| Santucci Motorsport | Yamaha      | Yamaha YZF-R3 | P    | 77  | Humberto Maier "Turquinho Jr"    | 1–16   |
| Santucci Motorsport | Yamaha      | Yamaha YZF-R3 | P    | 29  | Cauã Buzzo                       | 1–16   |
| Agem Racing By PRT  | Yamaha      | Yamaha YZF-R3 | P    | 50  | Nahuel Santamaría                | 1–16   |
| MKT Engineering     | Yamaha      | Yamaha YZF-R3 | P    | 2   | Enzo Valentim Garcia             | 1–16   |
| MKT Engineering     | Yamaha      | Yamaha YZF-R3 | P    | 91  | Kevin Fontainha                  | 1–16   |
| Dezeró Bluefit      | Yamaha      | Yamaha YZF-R3 | P    | 64  | Pedro Balla                      | 1–12   |
| Dezeró Bluefit      | Yamaha      | Yamaha YZF-R3 | P    | 84  | Aymón Bocanegra                  | 1–16   |
| Kleiman Autosport   | Yamaha      | Yamaha YZF-R3 | P    | 80  | Mario Fernández                  | 1–12   |
| Kleiman Autosport   | Yamaha      | Yamaha YZF-R3 | P    | 37  | Brayann Ligeirinho               | 1–16   |
| Fascinelli Racing   | Yamaha      | Yamaha YZF-R3 | P    | 5   | João Fascinelli                  | 1–16   |
| Fascinelli Racing   | Yamaha      | Yamaha YZF-R3 | P    | 79  | Raquel Vaz                       | 1–16   |
| Prisma Motorsport   | Yamaha      | Yamaha YZF-R3 | P    | 16  | Julian Nascimento                | 1–16   |
| Prisma Motorsport   | Yamaha      | Yamaha YZF-R3 | P    | 92  | Gustavo Manso                    | 1–16   |
| Grupo NVS           | Yamaha      | Yamaha YZF-R3 | P    | 22  | Kauan Calgaroto                  | 1–16   |
| Grupo NVS           | Yamaha      | Yamaha YZF-R3 | P    | 60  | Matías Sebastián                 | 1–16   |
| Mobil Super Moto    | Yamaha      | Yamaha YZF-R3 | P    | 38  | Guilherme Fernandes "Foguetinho" | 1–12   |
| Mobil Super Moto    | Yamaha      | Yamaha YZF-R3 | P    | 78  | Raphael Ramos                    | 1–16   |
| Lovell Motorsport   | Yamaha      | Yamaha YZF-R3 | P    | 43  | Juan Jerónimo Gonzáles           | 1–12   |
| Lovell Motorsport   | Yamaha      | Yamaha YZF-R3 | P    | 76  | Gabrielly Lewis                  | 1–16   |
| Motors Company      | Yamaha      | Yamaha YZF-R3 | P    | 97  | Enzo Calgaroto Valentim          | 1–16   |
| Motors Company      | Yamaha      | Yamaha YZF-R3 | P    | 34  | Marcos Vinícius Bauer            | 1–16   |
| AMG Competições     | Yamaha      | Yamaha YZF-R3 | P    | 53  | Facundo Medina                   | 1–12   |
| AMG Competições     | Yamaha      | Yamaha YZF-R3 | P    | 65  | Cauã Nunes Rocha                 | 1–16   |
| AMG Competições     | Yamaha      | Yamaha YZF-R3 | P    | 47  | Gustavo Viana                    | 13–21  |
| TRAC Team           | Yamaha      | Yamaha YZF-R3 | P    | 12  | Gabriel Dias                     | 1–16   |
| TRAC Team           | Yamaha      | Yamaha YZF-R3 | P    | 73  | Thiago Nicolás Torres            | 1–16   |
| Gyn Racing Team     | Yamaha      | Yamaha YZF-R3 | P    | 55  | Murilo Gomes                     | 1–12   |
| Gyn Racing Team     | Yamaha      | Yamaha YZF-R3 | P    | 99  | João Teixeira "Joãozinho"        | 1–16   |
| Movisport           | Yamaha      | Yamaha YZF-R3 | P    | 26  | Vítor Hugo Bianchi               | 1–16   |
| Movisport           | Yamaha      | Yamaha YZF-R3 | P    | 39  | Ítalo Santana                    | 1–16   |

| Leyenda             |
| ------------------- |
| Piloto regular      |
| Piloto invitado     |
| Piloto de reemplazo |

### Yamalube R3 bLU cRU Cup South America - Categoría PRO
| Equipo                    | Constructor | Moto          | Neu. | N.º | Piloto                         | Rondas    |
| ------------------------- | ----------- | ------------- | ---- | --- | ------------------------------ | --------- |
| Galli Motorsport          | Yamaha      | Yamaha YZF-R3 | P    | 71  | Bruno Ribeiro                  | Todas     |
| Galli Motorsport          | Yamaha      | Yamaha YZF-R3 | P    | 50  | Fabrício Zamperetti            | Todas     |
| Lanza Motorsport          | Yamaha      | Yamaha YZF-R3 | P    | 48  | Luiz Kik Tavares               | 1-3 y 5-6 |
| Lanza Motorsport          | Yamaha      | Yamaha YZF-R3 | P    | 27  | Léo Marques                    | Todas     |
| Vaccari Motori            | Yamaha      | Yamaha YZF-R3 | P    | 21  | Lucas Gutiérrez                | Todas     |
| Vaccari Motori            | Yamaha      | Yamaha YZF-R3 | P    | 73  | Bruno Novillo                  | Todas     |
| Scuderia Giudici          | Yamaha      | Yamaha YZF-R3 | P    | 26  | Flávio Trevizan                | Todas     |
| Scuderia Giudici          | Yamaha      | Yamaha YZF-R3 | P    | 78  | Willians Salles Piuí           | Todas     |
| Hartmann Racing           | Yamaha      | Yamaha YZF-R3 | P    | 9   | Tiago Crespo                   | Todas     |
| Hartmann Racing           | Yamaha      | Yamaha YZF-R3 | P    | 65  | Édson Pikoloco "Edinho"        | Todas     |
| Todi Corse                | Yamaha      | Yamaha YZF-R3 | P    | 75  | Francisco Guarino              | 3         |
| Todi Corse                | Yamaha      | Yamaha YZF-R3 | P    | 96  | Nestore Guarino                | 2-5       |
| Solaris Motorsport        | Yamaha      | Yamaha YZF-R3 | P    | 23  | Efraín Balladares              | 1 y 4-5   |
| SRT - Shimura Racing Team | Yamaha      | Yamaha YZF-R3 | P    | 82  | Rafael Millazo                 | 1-2       |
| SRT - Shimura Racing Team | Yamaha      | Yamaha YZF-R3 | P    | 60  | Mauro de Camargo Sapico        | Todas     |
| BS Competições            | Yamaha      | Yamaha YZF-R3 | P    | 25  | Alex Schultz                   | Todas     |
| BS Competições            | Yamaha      | Yamaha YZF-R3 | P    | 38  | Flávio Brito                   | Todas     |
| LS36 Team                 | Yamaha      | Yamaha YZF-R3 | P    | 43  | Ricardo Chio                   | 1 y 3     |
| LS36 Team                 | Yamaha      | Yamaha YZF-R3 | P    | 11  | Eduardo Massuia "Dudu"         | 1-5       |
| John-Ay Racing Team       | Yamaha      | Yamaha YZF-R3 | P    | 2   | Wallace Dias                   | Todas     |
| John-Ay Racing Team       | Yamaha      | Yamaha YZF-R3 | P    | 94  | Ítalo Santana                  | 5         |
| Agostini Racing           | Yamaha      | Yamaha YZF-R3 | P    | 62  | Jonas José Vieira "McDonald's" | Todas     |
| Agostini Racing           | Yamaha      | Yamaha YZF-R3 | P    | 41  | Luis Fernando García           | Todas     |

| Leyenda             |
| ------------------- |
| Piloto regular      |
| Piloto invitado     |
| Piloto de reemplazo |

### Dezeró Racing
| Equipo                   | Constructor | Moto                  | Neu. | N.º | Piloto                     | Rondas  |
| ------------------------ | ----------- | --------------------- | ---- | --- | -------------------------- | ------- |
| PSBK Racing              | Kawasaki    | Kawasaki Ninja ZX-10R | P    | 85  | Marcos Vinicyos Gomes      | 1 y 6   |
| PSBK Racing              | Kawasaki    | Kawasaki Ninja ZX-10R | P    | 80  | Jorginho Menin             | 2       |
| Light Team/Cajuru Racing | Suzuki      | Suzuki GSX-R 1000     | P    | 55  | Rafa Restelatto            | 2 y 6   |
| Light Team/Cajuru Racing | Suzuki      | Suzuki GSX-R 1000     | P    | 2   | Agmar Braga                | 1 y 6   |
| Misano Racing Team       | Aprilia     | Aprilia RSV4          | P    | 41  | Rafaell Araújo França      | 1 y 3   |
| Misano Racing Team       | Aprilia     | Aprilia RSV4          | P    | 50  | Eduardo Marques            | 1       |
| Misano Racing Team       | Aprilia     | Aprilia RSV4          | P    | 73  | Carlos Poças               | 4       |
| Koopman Racing           | Triumph     | Triumph Daytona 1050R | P    | 54  | Thiago Pedroso             | 4       |
| Koopman Racing           | Triumph     | Triumph Daytona 1050R | P    | 46  | Davidson Gonçalves         | 5       |
| Spirit Racing            | Kalex       | Kalex ST 1000         | P    | 92  | Pedro Paulo                | 5       |
| Spirit Racing            | Kalex       | Kalex ST 1000         | P    | 62  | Fernando Santos            | 3       |
| Maxon Oil Racing Team    | Honda       | Honda CBR 1000RR      | P    | 65  | Renato Oliveira            | 6       |
| Maxon Oil Racing Team    | Honda       | Honda CBR 1000RR      | P    | 74  | Maycon Vilas Boas          | 6       |
| Mobil Super Moto         | BMW         | BMW S1000RR           | P    | 5   | João Pedro Scarpellini     | 1 y 4-6 |
| Mobil Super Moto         | BMW         | BMW S1000RR           | P    | 18  | Antônio Carlos Rios        | 1       |
| Mobil Super Moto         | BMW         | BMW S1000RR           | P    | 36  | Matheus Ribeiro            | 6       |
| John-Ay Racing Team      | Ducati      | Ducati Panigale V4 R  | P    | 39  | Hugo Ferreira Moraes       | 2-5     |
| John-Ay Racing Team      | Ducati      | Ducati Panigale V4 R  | P    | 81  | Rogério Lalau              | 3       |
| Patotinha Racing         | MV Agusta   | MV Agusta F4 1000     | P    | 22  | Henrique Ramalho de Araújo | 3-4 y 6 |
| Patotinha Racing         | MV Agusta   | MV Agusta F4 1000     | P    | 16  | César Possas               | 5       |
| LS36 Team                | Triumph     | Triumph Daytona 1050R | P    | 78  | Pedro Martins              | 3       |
| LS36 Team                | Triumph     | Triumph Daytona 1050R | P    | 40  | Igor Henriques             | 5       |
| SRT Shimura Racing Team  | MV Agusta   | MV Agusta F4 1000     | P    | 52  | Marcelo Ramos              | 5       |
| Dazzi Racing             | Suzuki      | Suzuki GSX-R 1000     | P    | 70  | Rodrigo Assunção           | 6       |
| Agem Racing By PRT       | Suzuki      | Suzuki GSX-R 1000     | P    | 89  | Danilo Monteiro            | 5       |
| Agem Racing By PRT       | Suzuki      | Suzuki GSX-R 1000     | P    | 32  | Thiago Fughi               | 5       |
| PRT Racing Team          | Kawasaki    | Kawasaki Ninja ZX-10R | P    | 56  | Wendelis Carvalho          | 1       |
| PRT Racing Team          | Kawasaki    | Kawasaki Ninja ZX-10R | P    | 42  | Arlei Pisoni               | 2       |
| PRT Racing Team          | Kawasaki    | Kawasaki Ninja ZX-10R | P    | 33  | Anderson Ferreira          | 1-2     |
| Potenza Racing           | BMW         | BMW S1000RR           | P    | 60  | Geimerson da Silva         | 1       |
| Roma Racing Team         | Honda       | Honda CBR 1000RR      | P    | 59  | Rodrigo Tertulina          | 6       |
| Roma Racing Team         | Honda       | Honda CBR 1000RR      | P    | 66  | André Ferreira             | 3       |
| Roma Racing Team         | Honda       | Honda CBR 1000RR      | P    | 19  | Daniel Tigrão              | 1       |
| Dinamic Team             | Sundown     | Sundown W1000         | P    | 29  | Ronaldo Ranieri            | 4       |
| Dinamic Team             | Sundown     | Sundown W1000         | P    | 9   | Marcelo Pinheiro           | 6       |
| Barramacher Motorsport   | Yamaha      | Yamaha YZF-R1         | P    | 23  | Marcelo P. Cardoso         | 4-5     |
| Barramacher Motorsport   | Yamaha      | Yamaha YZF-R1         | P    | 10  | Fábio Alfinete "Fabinho"   | 3       |
| Barramacher Motorsport   | Yamaha      | Yamaha YZF-R1         | P    | 45  | Vanderlino Nunes Jr        | 5       |
| Petri Corse              | Ducati      | Ducati Panigale V4 R  | P    | 8   | Ânderson Antônio           | 3       |
| Petri Corse              | Ducati      | Ducati Panigale V4 R  | P    | 43  | Júnior César               | 3       |
| Batt Promotion           | Kawasaki    | Kawasaki Ninja ZX-10R | P    | 20  | Flávio Hugo de Moraes      | 1-2 y 6 |
| Batt Promotion           | Kawasaki    | Kawasaki Ninja ZX-10R | P    | 34  | Maycon Pascoal             | 1       |
| Batt Promotion           | Kawasaki    | Kawasaki Ninja ZX-10R | P    | 30  | Remi Toscano               | 1       |
| Adria Racing System      | Yamaha      | Yamaha YZF-R1         | P    | 75  | Caio de Lima               | 1       |
| Adria Racing System      | Yamaha      | Yamaha YZF-R1         | P    | 1   | Léo Lucas                  | 5       |
| Phoenix Racing           | Aprilia     | Aprilia RSV4          | P    | 57  | Fernando Negão             | 1       |
| Phoenix Racing           | Aprilia     | Aprilia RSV4          | P    | 82  | Christian Amaral           | 5       |
| Union Properties         | BMW         | BMW S1000RR           | P    | 99  | Cayo Lourenço              | 6       |
| Union Properties         | BMW         | BMW S1000RR           | P    | 72  | Thiago Rabaiolli           | 1       |
| Bendo Competições        | KTM         | KTM RC 1000           | P    | 83  | Thiago Sobral              | 6       |
| Bendo Competições        | KTM         | KTM RC 1000           | P    | 11  | Jorge Martinelli           | 6       |
| Bendo Competições        | KTM         | KTM RC 1000           | P    | 58  | Thiago Santos              | 6       |
| Bendo Competições        | KTM         | KTM RC 1000           | P    | 6   | Thiago Binkowski           | 2       |
| Team First Centreville   | Suzuki      | Suzuki GSX-R 1000     | P    | 53  | Régis Nogueira             | 1 y 6   |
| GPC Squadra Corse        | Kawasaki    | Kawasaki Ninja ZX-10R | P    | 69  | Marcelo Silva              | 5       |
| GPC Squadra Corse        | Kawasaki    | Kawasaki Ninja ZX-10R | P    | 44  | Pedro Lucas                | 6       |
| GPC Squadra Corse        | Kawasaki    | Kawasaki Ninja ZX-10R | P    | 76  | Glênio Pereira Jr          | 2       |
| GPC Squadra Corse        | Kawasaki    | Kawasaki Ninja ZX-10R | P    | 47  | Marco Aurélio              | 6       |
| Berton Racing            | Aprilia     | Aprilia RSV4          | P    | 97  | Vítor Duham                | 5       |
| Berton Racing            | Aprilia     | Aprilia RSV4          | P    | 79  | Amanda Coimbra             | 5       |
| CAAL Racing              | Yamaha      | Yamaha YZF-R1         | P    | 17  | Elvis Carneirinho          | 1       |
| Top Run Racing           | MV Agusta   | MV Agusta F4 1000     | P    | 94  | Breno Sherlick             | 5       |
| FR Competition           | Kalex       | Kalex ST 1000         | P    | 98  | Rafael Macedo              | 2       |
| FR Competition           | Kalex       | Kalex ST 1000         | P    | 61  | Fernando Silva             | 6       |
| Impacto Race             | Ducati      | Ducati Panigale V4 R  | P    | 77  | Edgar Veiga                | 1       |
| Impacto Race             | Ducati      | Ducati Panigale V4 R  | P    | 24  | Rodrigo Salioni            | 1 y 6   |
| Rangoni Motorsport       | BMW         | BMW S1000RR           | P    | 12  | Lucas Cavalcanti           | 5       |
| Rangoni Motorsport       | BMW         | BMW S1000RR           | P    | 3   | Itacir Rabaiolli           | 1       |
| Pilette Speed Tradition  | BMW         | BMW S1000RR           | P    | 25  | Adriano Bragnanolo         | 1 y 6   |
| Pilette Speed Tradition  | BMW         | BMW S1000RR           | P    | 14  | Artur Procópio             | 1 y 6   |
| Pilette Speed Tradition  | BMW         | BMW S1000RR           | P    | 90  | Júnior dos Santos          | 5       |

| Leyenda             |
| ------------------- |
| Piloto regular      |
| Piloto invitado     |
| Piloto de reemplazo |

## Resultados

### GP 1000
| Round | Round | Circuit                    | Date            | Pole Position   | Vuelta rápida                | Piloto ganador     | Equipo ganador           | Constructor        | Ref.   |
| ----- | ----- | -------------------------- | --------------- | --------------- | ---------------------------- | ------------------ | ------------------------ | ------------------ | ------ |
| 1     | R1    | Grande Prêmio Goiás        | 16 de julio     | Meikon Kawakami | Meikon Kawakami              | Ton Kawakami       | PRT / AD78 Yamaha Racing | Yamaha             | [ 8 ]  |
| 1     | R2    | Grande Prêmio Goiás        | 16 de julio     | Meikon Kawakami | Meikon Kawakami              | Meikon Kawakami    | PRT / AD78 Yamaha Racing | Yamaha             | [ 9 ]  |
| 2     | R1    | Grande Prêmio Campo Grande | 28 de mayo      | Meikon Kawakami | Meikon Kawakami              | Ton Kawakami       | PRT / AD78 Yamaha Racing | Yamaha             | [ 10 ] |
| 2     | R2    | Grande Prêmio Campo Grande | 28 de mayo      | Ton Kawakami    | Gleidson Matsubara "Babinha" | Ton Kawakami       | PRT / AD78 Yamaha Racing | Yamaha             | [ 11 ] |
| 3     | R1    | Grande Prêmio Potenza      | 16 de julio     | Ramiro Gandola  | Ramiro Gandola               | Ramiro Gandola     | PRT / AD78 Yamaha Racing | Yamaha             | [ 12 ] |
| 3     | R2    | Grande Prêmio Potenza      | 16 de julio     | Ramiro Gandola  | Ramiro Gandola               | Ramiro Gandola     | PRT / AD78 Yamaha Racing | Yamaha             | [ 13 ] |
| 4     | R1    | Grande Prêmio Cascavel     | 27 de agosto    | Ramiro Gandola  | Ramiro Gandola               | Ramiro Gandola     | PRT / AD78 Yamaha Racing | Yamaha             | [ 14 ] |
| 4     | R2    | Grande Prêmio Cascavel     | 27 de agosto    | Ramiro Gandola  | Carrera Abandonada           | Carrera Abandonada | Carrera Abandonada       | Carrera Abandonada | [ 15 ] |
| 5     | R1    | Grande Prêmio Curvelo      | 8 de octubre    | Ramiro Gandola  | Ramiro Gandola               | Ramiro Gandola     | PRT / AD78 Yamaha Racing | Yamaha             | [ 16 ] |
| 5     | R2    | Grande Prêmio Curvelo      | 8 de octubre    | Ramiro Gandola  | Ramiro Gandola               | Ramiro Gandola     | PRT / AD78 Yamaha Racing | Yamaha             | [ 17 ] |
| 6     | R1    | Grande Prêmio Pirelli      | 12 de noviembre | Ramiro Gandola  | Ramiro Gandola               | Ramiro Gandola     | PRT / AD78 Yamaha Racing | Yamaha             | [ 18 ] |
| 6     | R2    | Grande Prêmio Pirelli      | 12 de noviembre | Ramiro Gandola  | Ramiro Gandola               | Ramiro Gandola     | PRT / AD78 Yamaha Racing | Yamaha             | [ 19 ] |

### GP 600
| Round | Round | Circuit                    | Date            | Pole Position    | Vuelta rápida    | Piloto ganador   | Equipo ganador           | Constructor | Ref.   |
| ----- | ----- | -------------------------- | --------------- | ---------------- | ---------------- | ---------------- | ------------------------ | ----------- | ------ |
| 1     | R1    | Grande Prêmio Goiás        | 16 de julio     | Kaká Fumaça      | Kaká Fumaça      | Kaká Fumaça      | Centermoto Racing        | Kawasaki    | [ 20 ] |
| 1     | R2    | Grande Prêmio Goiás        | 16 de julio     | Eduardo Burr     | Kaká Fumaça      | Kaká Fumaça      | Centermoto Racing        | Kawasaki    | [ 21 ] |
| 2     | R1    | Grande Prêmio Campo Grande | 28 de mayo      | Kaká Fumaça      | Kaká Fumaça      | Kaká Fumaça      | Centermoto Racing        | Kawasaki    | [ 22 ] |
| 2     | R2    | Grande Prêmio Campo Grande | 28 de mayo      | Pedro Valiente   | Pedro Valiente   | Kaká Fumaça      | Centermoto Racing        | Kawasaki    | [ 23 ] |
| 3     | R1    | Grande Prêmio Potenza      | 16 de julio     | Pedro Valiente   | Kaká Fumaça      | Kaká Fumaça      | Centermoto Racing        | Kawasaki    | [ 24 ] |
| 3     | R2    | Grande Prêmio Potenza      | 16 de julio     | Kaká Fumaça      | Kaká Fumaça      | Kaká Fumaça      | Centermoto Racing        | Kawasaki    | [ 25 ] |
| 4     | R1    | Grande Prêmio Cascavel     | 27 de agosto    | Felipe Gonçalves | Felipe Gonçalves | Felipe Gonçalves | Texx PSBK Racing         | Kawasaki    | [ 26 ] |
| 4     | R2    | Grande Prêmio Cascavel     | 27 de agosto    | Felipe Gonçalves | Mauro Passarino  | Mauro Passarino  | Equipe Chaco Vivo Racing | Yamaha      | [ 27 ] |
| 5     | R1    | Grande Prêmio Curvelo      | 8 de octubre    | Kaká Fumaça      | Kaká Fumaça      | Kaká Fumaça      | Centermoto Racing        | Kawasaki    | [ 28 ] |
| 5     | R2    | Grande Prêmio Curvelo      | 8 de octubre    | Kaká Fumaça      | Kaká Fumaça      | Kaká Fumaça      | Centermoto Racing        | Kawasaki    | [ 29 ] |
| 6     | R1    | Grande Prêmio Pirelli      | 12 de noviembre | Kaká Fumaça      | Pedro Valiente   | Pedro Valiente   | PRT - Pitico Race Team   | Yamaha      | [ 30 ] |
| 6     | R2    | Grande Prêmio Pirelli      | 12 de noviembre | Pedro Valiente   | Kaká Fumaça      | Kaká Fumaça      | Centermoto Racing        | Kawasaki    | [ 31 ] |

### GP 300
| Round | Round | Circuit                    | Date            | Pole Position   | Vuelta rápida   | Piloto ganador  | Equipo ganador         | Constructor | Ref.   |
| ----- | ----- | -------------------------- | --------------- | --------------- | --------------- | --------------- | ---------------------- | ----------- | ------ |
| 1     | R1    | Grande Prêmio Goiás        | 16 de julio     | João Fascinelli | João Fascinelli | João Fascinelli | Fascinelli Racing      | Kawasaki    | [ 32 ] |
| 1     | R2    | Grande Prêmio Goiás        | 16 de julio     | Heitor Ourinho  | Heitor Ourinho  | João Fascinelli | Fascinelli Racing      | Kawasaki    | [ 33 ] |
| 2     | R1    | Grande Prêmio Campo Grande | 28 de mayo      | João Fascinelli | João Fascinelli | João Fascinelli | Fascinelli Racing      | Kawasaki    | [ 34 ] |
| 2     | R2    | Grande Prêmio Campo Grande | 28 de mayo      | João Fascinelli | João Fascinelli | João Fascinelli | Fascinelli Racing      | Kawasaki    | [ 35 ] |
| 3     | R1    | Grande Prêmio Potenza      | 16 de julio     | João Fascinelli | João Fascinelli | João Fascinelli | Fascinelli Racing      | Kawasaki    | [ 36 ] |
| 3     | R2    | Grande Prêmio Potenza      | 16 de julio     | João Fascinelli | Heitor Ourinho  | João Fascinelli | Fascinelli Racing      | Kawasaki    | [ 37 ] |
| 4     | R1    | Grande Prêmio Cascavel     | 27 de agosto    | João Fascinelli | Heitor Ourinho  | João Fascinelli | Fascinelli Racing      | Kawasaki    | [ 38 ] |
| 4     | R2    | Grande Prêmio Cascavel     | 27 de agosto    | Heitor Ourinho  | Heitor Ourinho  | Heitor Ourinho  | PRT - Pitico Race Team | Kawasaki    | [ 39 ] |
| 5     | R1    | Grande Prêmio Curvelo      | 8 de octubre    | João Fascinelli | João Fascinelli | João Fascinelli | Fascinelli Racing      | Kawasaki    | [ 40 ] |
| 5     | R2    | Grande Prêmio Curvelo      | 8 de octubre    | João Fascinelli | João Fascinelli | João Fascinelli | Fascinelli Racing      | Kawasaki    | [ 41 ] |
| 6     | R1    | Grande Prêmio Pirelli      | 12 de noviembre | Heitor Ourinho  | Heitor Ourinho  | Heitor Ourinho  | PRT - Pitico Race Team | Kawasaki    | [ 43 ] |
| 6     | R2    | Grande Prêmio Pirelli      | 12 de noviembre | Heitor Ourinho  | João Fascinelli | Heitor Ourinho  | PRT - Pitico Race Team | Kawasaki    | [ 44 ] |

### Yamalube R3 bLU cRU Cup South America - Categoría Talent
| Round | Round | Circuit                    | Date            | Pole Position       | Vuelta rápida       | Piloto ganador       | Equipo ganador      | Constructor | Ref.   |
| ----- | ----- | -------------------------- | --------------- | ------------------- | ------------------- | -------------------- | ------------------- | ----------- | ------ |
| 1     | R1    | Grande Prêmio Goiás        | 16 de julio     | Kevin Fontainha     | Brayann Ligeirinho  | Gustavo Manso        | Prisma Motorsport   | Yamaha      | [ 45 ] |
| 1     | R2    | Grande Prêmio Goiás        | 16 de julio     | Kevin Fontainha     | Cauã Rodrigues      | Gustavo Manso        | Prisma Motorsport   | Yamaha      | [ 46 ] |
| 2     | R1    | Grande Prêmio Campo Grande | 28 de mayo      | Humberto Maier      | Humberto Maier      | Humberto Maier       | Santucci Motorsport | Yamaha      | [ 47 ] |
| 2     | R2    | Grande Prêmio Campo Grande | 28 de mayo      | Humberto Maier      | Humberto Maier      | Nahuel Santamaría    | Agem Racing By PRT  | Yamaha      | [ 48 ] |
| 3     | R1    | Grande Prêmio Potenza      | 16 de julio     | Guilherme Fernandes | Guilherme Fernandes | Guilherme Fernandes  | Mobil Super Moto    | Yamaha      | [ 49 ] |
| 3     | R2    | Grande Prêmio Potenza      | 16 de julio     | Guilherme Fernandes | Guilherme Fernandes | Aymón Bocanegra      | Dezeró Bluefit      | Yamaha      | [ 50 ] |
| 4     | R1    | Grande Prêmio Cascavel     | 27 de agosto    | Mário Salles        | Guilherme Fernandes | Guilherme Fernandes  | Mobil Super Moto    | Yamaha      | [ 51 ] |
| 4     | R2    | Grande Prêmio Cascavel     | 27 de agosto    | Humberto Maier      | Humberto Maier      | Humberto Maier       | Santucci Motorsport | Yamaha      | [ 52 ] |
| 5     | R1    | Grande Prêmio Curvelo      | 8 de octubre    | Humberto Maier      | Humberto Maier      | Humberto Maier       | Santucci Motorsport | Yamaha      | [ 53 ] |
| 5     | R2    | Grande Prêmio Curvelo      | 8 de octubre    | Humberto Maier      | Nahuel Santamaría   | Humberto Maier       | Santucci Motorsport | Yamaha      | [ 54 ] |
| 6     | R1    | Grande Prêmio Pirelli      | 12 de noviembre | Kevin Fontainha     | Kevin Fontainha     | Kevin Fontainha      | MKT Engineering     | Yamaha      | [ 55 ] |
| 6     | R2    | Grande Prêmio Pirelli      | 12 de noviembre | Aymón Bocanegra     | Kevin Fontainha     | Enzo Valentim Garcia | MKT Engineering     | Yamaha      | [ 56 ] |

### Yamalube R3 bLU cRU Cup South America - Categoría Cup
| Round | Round | Circuit                    | Date            | Pole Position        | Vuelta rápida        | Piloto ganador       | Equipo ganador   | Constructor | Ref.   |
| ----- | ----- | -------------------------- | --------------- | -------------------- | -------------------- | -------------------- | ---------------- | ----------- | ------ |
| 1     | R1    | Grande Prêmio Goiás        | 16 de julio     | Willians Salles Piuí | Willians Salles Piuí | Willians Salles Piuí | Scuderia Giudici | Yamaha      | [ 57 ] |
| 1     | R2    | Grande Prêmio Goiás        | 16 de julio     | Bruno Ribeiro        | Willians Salles Piuí | Willians Salles Piuí | Scuderia Giudici | Yamaha      | [ 58 ] |
| 2     | R1    | Grande Prêmio Campo Grande | 28 de mayo      | Bruno Ribeiro        | Bruno Ribeiro        | Bruno Ribeiro        | Galli Motorsport | Yamaha      | [ 59 ] |
| 2     | R2    | Grande Prêmio Campo Grande | 28 de mayo      | Bruno Ribeiro        | Bruno Ribeiro        | Bruno Ribeiro        | Galli Motorsport | Yamaha      | [ 60 ] |
| 3     | R1    | Grande Prêmio Potenza      | 16 de julio     | Lucas Gutiérrez      | Bruno Ribeiro        | Bruno Ribeiro        | Galli Motorsport | Yamaha      | [ 61 ] |
| 3     | R2    | Grande Prêmio Potenza      | 16 de julio     | Bruno Ribeiro        | Bruno Novillo        | Bruno Ribeiro        | Galli Motorsport | Yamaha      | [ 62 ] |
| 4     | R1    | Grande Prêmio Cascavel     | 27 de agosto    | Bruno Ribeiro        | Bruno Ribeiro        | Bruno Ribeiro        | Galli Motorsport | Yamaha      | [ 63 ] |
| 4     | R2    | Grande Prêmio Cascavel     | 27 de agosto    | Bruno Ribeiro        | Bruno Ribeiro        | Bruno Ribeiro        | Galli Motorsport | Yamaha      | [ 64 ] |
| 5     | R1    | Grande Prêmio Curvelo      | 8 de octubre    | Fabrício Zamperetti  | Lucas Gutiérrez      | Fabrício Zamperetti  | Galli Motorsport | Yamaha      | [ 65 ] |
| 5     | R2    | Grande Prêmio Curvelo      | 8 de octubre    | Fabrício Zamperetti  | Fabrício Zamperetti  | Fabrício Zamperetti  | Galli Motorsport | Yamaha      | [ 66 ] |
| 6     | R1    | Grande Prêmio Pirelli      | 12 de noviembre | Fabrício Zamperetti  | Lucas Gutiérrez      | Fabrício Zamperetti  | Galli Motorsport | Yamaha      | [ 67 ] |
| 6     | R2    | Grande Prêmio Pirelli      | 12 de noviembre | Lucas Gutiérrez      | Fabrício Zamperetti  | Fabrício Zamperetti  | Galli Motorsport | Yamaha      | [ 68 ] |

### Dezeró Racing
| Round | Circuit                    | Date            | Pole Position          | Vuelta rápida         | Piloto ganador        | Equipo ganador           | Constructor | Ref.   |
| ----- | -------------------------- | --------------- | ---------------------- | --------------------- | --------------------- | ------------------------ | ----------- | ------ |
| 1     | Grande Prêmio Goiás        | 16 de julio     | Marcos Vinicyos Gomes  | Marcos Vinicyos Gomes | Marcos Vinicyos Gomes | PSBK Racing              | Kawasaki    | [ 69 ] |
| 2     | Grande Prêmio Campo Grande | 28 de mayo      | João Pedro Scarpellini | Rafa Restelatto       | Rafa Restelatto       | Light Team/Cajuru Racing | Suzuki      | [ 70 ] |
| 3     | Grande Prêmio Potenza      | 16 de julio     | Danilo Dezeró          | Fabinho Alfinete      | Rafaell França        | Misano Racing Team       | Aprilia     | [ 71 ] |
| 4     | Grande Prêmio Cascavel     | 27 de agosto    | Tiago Binkowski        | Carlos Poças          | Thiago Pedroso        | Koopman Racing           | Triumph     | [ 72 ] |
| 5     | Grande Prêmio Curvelo      | 8 de octubre    | Lucas Cavalcanti       | Pedro Paulo           | Pedro Paulo           | Spirit Racing            | Kalex       | [ 73 ] |
| 6     | Grande Prêmio Pirelli      | 12 de noviembre | Renato Oliveira        | Renato Oliveira       | Renato Oliveira       | Maxon Oil Racing Team    | Honda       | [ 74 ] |

## Calificación general

### GP 1000
| Pos. | Rider                        | Moto     | Clase | GOI | GOI | CGR | CGR | POT | POT | CAS | CAS | CUR | CUR | PIR | PIR | Pts. |
| Pos. | Rider                        | Moto     | Clase | RD1 | RD2 | RD1 | RD2 | RD1 | RD2 | RD1 | RD2 | RD1 | RD2 | RD1 | RD2 | Pts. |
| ---- | ---------------------------- | -------- | ----- | --- | --- | --- | --- | --- | --- | --- | --- | --- | --- | --- | --- | ---- |
| 1    | Ramiro Gandola               | Kawasaki | PRO   |     |     |     |     | 1   | 1   | 1   | C   | 1   | 1   | 1   | 1   | 179  |
| 2    | Pedro Lins                   | BMW      | PRO   | 4   | 5   | 4   | 3   | Ret | 8   | 7   | C   | 5   | 4   | 3   | 20  | 126  |
| 3    | Gleidson Matsubara "Babinha" | Kawasaki | PRO   | 5   | 6   | 3   | 2   | 10  | 15  | 8   | C   | 13  | 14  | Ret | 12  | 116  |
| 4    | Peri Cunha                   | BMW      | PRO   |     |     |     |     | 3   | 4   | 3   | C   | 2   | 3   | 4   | 3   | 110  |
| 5    | Breno Pinto                  | Yamaha   | OPE   | 7   | 8   | 6   | 11  | 7   | 6   | 15  | C   | 8   | 6   | 6   | 5   | 91   |
| 6    | Alexandre Ayabe              | Kawasaki | PRO   | 16  | 14  | 5   | 16  | 25  | Ret | 19  | C   | 17  | 18  | 16  | 10  | 88   |
| 7    | Ton Kawakami                 | Yamaha   | PRO   | 1   | 2   | 1   | 1   |     |     |     |     |     |     |     |     | 83   |
| 8    | Marcelo Skaf                 | Yamaha   | PRO   |     |     |     |     | 5   | 3   | 2   | C   |     |     | 5   | 4   | 71   |
| 9    | Rodrigo Dazzi                | BMW      | PRO   |     |     |     |     | 4   | 7   |     |     | 4   | 2   |     |     | 60   |
| 10   | Bruno Carvalho "Gibi 94"     | Kawasaki | OPE   | Ret | 17  | 13  | 8   | 6   | 5   | Ret | C   | 3   | 5   | DSQ | DSQ | 59   |
| 11   | Érico Veríssimo              | Kawasaki | PRO   | 11  | 12  | 14  | 13  | 19  | 18  | 17  | C†  |     |     |     |     | 59   |
| 12   | Meikon Kawakami              | Yamaha   | PRO   | 2   | 1   | 2   | Ret |     |     |     |     |     |     |     |     | 57   |
| 13   | Iovandes Elias "Natural"     | BMW      | PRO   | 8   | 9   | 11  | 5   | Ret | 13  | INF | C   |     |     |     |     | 55   |
| 14   | Luís Ferraz                  | BMW      | MAS   | 9   | 10  | 8   | 17  | 11  | 11  | 13  | C   | 19  | 11  | 9   | 7   | 55   |
| 15   | William Barros               | Kawasaki | OPE   | 21  | 7   | 17  | 9   | 13  | 14  | 9   | C   | 9   | Ret | 7   | 6   | 54   |
| 16   | Jirios Semaan Abboud         | Kawasaki | MAS   | 12  | 11  | 10  | 14  | 12  | 12  | 23  | C   | 10  | 9   | 10  | 9   | 51   |
| 17   | Henrique Castro              | BMW      | OPE   | 10  | 13  | 7   | 4   | 8   | 9   | WD  | C   |     |     |     |     | 46   |
| 18   | Júlio Fortunato              | BMW      | PRO   |     |     |     |     | 2   | 2   |     |     |     |     |     |     | 40   |
| 19   | Gustavo Manso                | Yamaha   | PRO   |     |     |     |     |     |     |     |     |     |     | 2   | 2   | 40   |
| 20   | Wendell Vaz                  | Honda    | OPE   | 3   | 3   |     |     |     |     |     |     |     |     |     |     | 32   |
| 21   | Eduardo Marques              | Honda    | OPE   | 18  | Ret | Ret | Ret |     |     | 12  | C   | 15  | 12  | 8   | 8   | 25   |
| 22   | Pablo Nunes                  | Yamaha   | MAS   | 14  | INF | 16  | Ret | 14  | 17  | 11  | C   | 14  | 13  | 11  | 11  | 24   |
| 23   | Raphael Santos               | Suzuki   | OPE   | 6   | 4   |     |     |     |     |     |     |     |     |     |     | 23   |
| 24   | Alexandre "Xande El Toro"    | BMW      | MAS   | 17  | Ret | 12  | 7   | 21  | 20  | 25  | C   | 18  | 19  | 12  | 13  | 20   |
| 25   | Diego Hilel                  | Yamaha   | OPE   |     |     |     |     |     |     |     |     | 6   | 7   |     |     | 19   |
| 26   | Élvis Carneirinho            | Kawasaki | OPE   |     |     | 9   | 6   | 24  | Ret | Ret | C   |     |     | 21  | 18  | 17   |
| 27   | Breno Machado "Kabelin"      | Kawasaki | OPE   |     |     |     |     | 17  | NC  |     |     | 7   | 8   |     |     | 17   |
| 28   | Luís Bertoli                 | Kawasaki | OPE   |     |     |     |     |     |     | 4   | C   |     |     |     |     | 13   |
| 29   | André Aguiar                 | Suzuki   | OPE   |     |     |     |     | 9   | 10  |     |     |     |     |     |     | 13   |
| 30   | Alan Dantas "Galego"         | Kawasaki | OPE   | DNS | DNS | 15  | 15  | 23  | 21  | 20  | C   | 11  | 10  | 17  | 17  | 13   |
| 31   | Marcelo Portugal             | BMW      | OPE   |     |     |     |     |     |     | 5   | C   |     |     |     |     | 11   |
| 32   | André Veríssimo              | BMW      | OPE   |     |     |     |     |     |     | 6   | C†  |     |     |     |     | 10   |
| 33   | Hugo Barbosa                 | Kawasaki | OPE   | 23  | DNS | 20  | 10  | 20  | 22  | 22  | C   | 20  | 20  | 14  | Ret | 8    |
| 34   | Cleiton Hendges              | Suzuki   | PRO   |     |     |     |     |     |     | 10  | C   |     |     |     |     | 6    |
| 35   | Maurício Protta "Máskara"    | BMW      | PRO   |     |     |     |     | 16  | DNS |     |     | 12  | 15  |     |     | 5    |
| 36   | Daniel Morais "Tigrão"       | BMW      | OPE   |     |     |     |     |     |     |     |     |     |     | 13  | 14  | 5    |
| 37   | Fernando Araújo "Negão"      | Kawasaki | MAS   |     |     | 18  | 12  |     |     |     |     |     |     | 20  | INF | 4    |
| 38   | Guilherme Agostine           | Aprilia  | OPE   | 13  | Ret |     |     |     |     |     |     |     |     |     |     | 3    |
| 39   | Cléberson Maicher "Alemão"   | BMW      | MAS   |     |     |     |     |     |     | 14  | C   |     |     |     |     | 2    |
| 40   | Michel Semaan Abboud         | Kawasaki | MAS   | 22  | 15  | 19  | NC  | 22  | 23  | 26  | C   | 21  | 21  | 18  | 16  | 1    |
| 41   | Celso Filho                  | BMW      | OPE   |     |     |     |     |     |     |     |     |     |     | 19  | 15  | 1    |
| 42   | Rafael Maranhão              | BMW      | OPE   |     |     |     |     | 15  | DNF |     |     |     |     |     |     | 1    |
| 43   | Fernando Araújo Jr           | BMW      | PRO   |     |     |     |     |     |     |     |     |     |     | 15  | Ret | 1    |
| 44   | Victor Oliveira              | KTM      | OPE   | 15  | DSQ |     |     |     |     |     |     |     |     |     |     | 1    |
| 45   | Renato Vale "Renatão"        | Ducati   | MAS   |     |     |     |     |     |     |     |     | 16  | 16  |     |     | 0    |
| 46   | Bernardo Herculano           | Kawasaki | MAS   | Ret | 16  | Ret | DNS |     |     |     |     |     |     |     |     | 0    |
| 47   | Victor Doneda                | BMW      | OPE   |     |     |     |     |     |     | 16  | C   |     |     |     |     | 0    |
| 48   | Léo Mendonça                 | Ducati   | OPE   |     |     |     |     |     |     |     |     | 22  | 17  |     |     | 0    |
| 49   | Marcelo Miarelli "Mimi"      | Ducati   | PRO   |     |     |     |     | 18  | Ret | Ret | C   | Ret | Ret | 22  | 19  | 0    |
| 50   | Alex Barbosa                 | BMW      | OPE   |     |     |     |     |     |     | 18  | C   |     |     |     |     | 0    |
| 51   | Jefferson Bezerra "Jeffão"   | Aprilia  | OPE   | 19  | Ret |     |     |     |     |     |     |     |     |     |     | 0    |
| 52   | Givanildo Massardi           | BMW      | MAS   |     |     |     |     | INF | 19  |     |     |     |     |     |     | 0    |
| 53   | Caio Cordeiro de Lima        | Ducati   | PRO   | 20  | DNS |     |     |     |     |     |     |     |     | Ret | Ret | 0    |
| 54   | Oswaldo Dinho                | BMW      | PRO   |     |     |     |     |     |     | 21  | C   |     |     |     |     | 0    |
| 55   | Mauro Monstrão               | Kawasaki | PRO   |     |     |     |     |     |     | 24  | C   |     |     |     |     | 0    |
| 56   | Márcio Bortolini             | BMW      | OPE   |     |     |     |     |     |     | NC  | C   |     |     |     |     | 0    |
| Pos. | Rider                        | Moto     | Clase | GOI | GOI | CGR | CGR | POT | POT | CAS | CAS | CUR | CUR | PIR | PIR | Pts. |

| Color     | Resultado                                                               |
| --------- | ----------------------------------------------------------------------- |
| Oro       | Ganador                                                                 |
| Plata     | 2.ª plaza                                                               |
| Bronce    | 3.ª plaza                                                               |
| Verde     | Finalizó en los puntos                                                  |
| Azul      | Finalizó sin puntos                                                     |
| Azul      | NC - No clasificado                                                     |
| Violeta   | Ret - No terminó (Carrera)                                              |
| Rojo      | DNQ - No se clasificó                                                   |
| Negro     | DSQ - Descalificado                                                     |
| Blanco    | DNS - No empezó (carrera)                                               |
| Blanco    | WD - Retirado (fin de semana)                                           |
| Blanco    | C - Carrera cancelada                                                   |
| Sin color | DNP - Inscrito pero no participó                                        |
| Sin color | INJ - Lesionado                                                         |
| Sin color | EX - Excluido                                                           |
| Estado    | Resultado                                                               |
| Negrita   | Pole position                                                           |
| Cursiva   | Vuelta rápida                                                           |
| †         | Abandona, pero clasifica al completar el porcentaje requerido para ello |

### Campeonato de Constructores
| Pos. | Rider    | GOI | GOI | CGR | CGR | POT | POT | CAS | CAS | CUR | CUR | PIR | PIR | Pts. |
| Pos. | Rider    | RD1 | RD2 | RD1 | RD2 | RD1 | RD2 | RD1 | RD2 | RD1 | RD2 | RD1 | RD2 | Pts. |
| ---- | -------- | --- | --- | --- | --- | --- | --- | --- | --- | --- | --- | --- | --- | ---- |
| 1    | Kawasaki | 5   | 6   | 3   | 2   | 1   | 1   | 1   | C   | 1   | 1   | 1   | 1   | 232  |
| 2    | Yamaha   | 1   | 1   | 1   | 1   | 5   | 3   | 2   | C   | 6   | 6   | 2   | 2   | 207  |
| 3    | BMW      | 4   | 5   | 4   | 3   | 2   | 2   | 3   | C   | 2   | 3   | 3   | 3   | 177  |
| 4    | Honda    | 3   | 3   | Ret | Ret |     |     | 12  | C   | 15  | 12  | 8   | 8   | 57   |
| 5    | Suzuki   | 6   | 4   |     |     | 9   | 10  | 10  | C   |     |     |     |     | 42   |
| 6    | Aprilia  | 13  | Ret |     |     |     |     |     |     |     |     |     |     | 3    |
| 7    | KTM      | 15  | DSQ |     |     |     |     |     |     |     |     |     |     | 1    |
| 8    | Ducati   | 20  | DNS |     |     | 18  | Ret | Ret | C   | 16  | 16  | 22  | 19  | 0    |
| Pos. | Rider    | GOI | GOI | CGR | CGR | POT | POT | CAS | CAS | CUR | CUR | PIR | PIR | Pts. |

### GP 600
| Pos. | Rider                         | Moto     | Clase | GOI | GOI | CGR | CGR | POT | POT | CAS | CAS | CUR | CUR | PIR | PIR | Pts. |
| Pos. | Rider                         | Moto     | Clase | RD1 | RD2 | RD1 | RD2 | RD1 | RD2 | RD1 | RD2 | RD1 | RD2 | RD1 | RD2 | Pts. |
| ---- | ----------------------------- | -------- | ----- | --- | --- | --- | --- | --- | --- | --- | --- | --- | --- | --- | --- | ---- |
| 1    | Kaywan Freire "Kaká Fumaça"   | Kawasaki | PRO   | 1   | 1   | 1   | 1   | 1   | 1   | 3   | 3   | 1   | 1   | 2   | 1   | 273  |
| 2    | Pedro Valiente                | Yamaha   | PRO   | 2   | 2   | 2   | 2   | 2   | 2   |     |     | 2   | 2   | 1   | 2   | 206  |
| 3    | Fernando Amorim               | Kawasaki | LGT   | 7   | 7   | 7   | 6   | 6   | 13  | 10  | Ret | 6   | 6   | 6   | 10  | 94   |
| 4    | Wílson Aguiar "Chefinho"      | Kawasaki | LGT   | 10  | 9   | 3   | 7   | 12  | 11  | 7   | 6   | 7   | Ret | 7   | 7   | 93   |
| 5    | Leandro Pardini               | Kawasaki | PRO   | 5   | 6   | 4   | 8   | 5   | 4   |     |     |     |     |     |     | 84   |
| 6    | William Maik                  | Kawasaki | LGT   | 13  | 10  | 6   | 5   | 13  | Ret | 8   | 5   | 8   | DNS | 4   | 5   | 76   |
| 7    | Marcos Kawasaki               | Kawasaki | MAS   | 12  | 12  | 8   | 3   | 15  | 16  | 11  | 9   | 16  | 13  | 9   | 12  | 75   |
| 8    | Eduardo Burr                  | Yamaha   | PRO   | 3   | 4   | INF | INF |     |     | 5   | Ret |     |     | NC  | 3   | 72   |
| 9    | José Reginaldo "Régis" Santos | Kawasaki | PRO   |     |     |     |     | 3   | 3   |     |     |     |     | 3   | 4   | 61   |
| 10   | Everton Lempker               | Kawasaki | LGT   |     |     |     |     | 9   | 7   |     |     | 4   | 5   |     |     | 40   |
| 11   | Patrik Rigoti                 | Kawasaki | LGT   | Ret | 13  | 11  | 9   |     |     |     |     | 11  | 11  | 10  | 9   | 38   |
| 12   | Diego Haddad                  | Yamaha   | LGT   |     |     |     |     | 4   | Ret |     |     | 5   | 4   |     |     | 37   |
| 13   | Olímpio Filho                 | Kawasaki | MAS   | 6   | 5   |     |     |     |     |     |     |     |     | 8   | 8   | 37   |
| 14   | Felipe Gonçalves              | Kawasaki | PRO   |     |     |     |     |     |     | 1   | 2   |     |     |     |     | 36   |
| 15   | Mauro Passarino               | Yamaha   | PRO   |     |     |     |     |     |     | 2   | 1   |     |     |     |     | 33   |
| 16   | Nick Antunes                  | Kawasaki | LGT   |     |     | 9   | Wth | 11  | 8   |     |     | 10  | 9   |     |     | 33   |
| 17   | VH Fotógrafo                  | Ducati   | PRO   |     |     |     |     |     |     |     |     | 3   | 3   |     |     | 32   |
| 18   | Vicente Flores                | Kalex    | MAS   | 4   | 3   |     |     |     |     |     |     |     |     |     |     | 29   |
| 19   | Magson Martins "Japinha"      | Kawasaki | LGT   |     |     | 5   | 4   |     |     |     |     |     |     | 5   | 6   | 24   |
| 20   | Vaguiner Trindade             | Kawasaki | LGT   | 16  | 16  | 10  | Ret | 18  | 18  |     |     | 9   | 12  | 12  | 13  | 24   |
| 21   | Charles Nonato "Bombeiro"     | Kawasaki | PRO   |     |     |     |     | 7   | 5   |     |     |     |     |     |     | 22   |
| 22   | Charles Edward                | Triumph  | LGT   |     |     |     |     | 14  | 9   |     |     | 13  | 7   |     |     | 21   |
| 23   | Rick Prim "The Doctor"        | Kawasaki | PRO   |     |     |     |     |     |     | 4   | 4   |     |     |     |     | 20   |
| 24   | Fernando Gonçalves de Araújo  | Kawasaki | LGT   | 11  | 11  |     |     |     |     |     |     |     |     | 11  | 11  | 20   |
| 25   | Luciano Luti                  | Kawasaki | LGT   |     |     |     |     |     |     | 6   | 7   |     |     |     |     | 19   |
| 26   | Ayres Filho                   | Kawasaki | MAS   |     |     |     |     | 8   | 6   |     |     |     |     |     |     | 18   |
| 27   | Diego Salvador                | Kawasaki | LGT   |     |     |     |     | OUT | 12  |     |     | 12  | 8   |     |     | 16   |
| 28   | Daniel Zapelini               | Suzuki   | LGT   | 9   | 8   |     |     |     |     |     |     |     |     |     |     | 15   |
| 29   | Michael Tanga                 | Kawasaki | MAS   |     |     |     |     |     |     | 9   | 8   |     |     |     |     | 15   |
| 30   | Júnio Bereta                  | Kawasaki | MAS   |     |     |     |     | 10  | 10  |     |     |     |     |     |     | 12   |
| 31   | Eno Juares Wilde              | Kawasaki | MAS   |     |     | 13  | 10  |     |     |     |     |     |     |     |     | 9    |
| 32   | Rafael França                 | Aprilia  | LGT   | 8   | Ret |     |     |     |     |     |     |     |     |     |     | 8    |
| 33   | Edgardo Régis "EDG68"         | Kawasaki | LGT   |     |     |     |     | 16  | 14  |     |     | DSQ | 10  |     |     | 8    |
| 34   | Berlin Weber                  | Triumph  | MAS   |     |     |     |     |     |     | 12  | Ret |     |     |     |     | 4    |
| 35   | Dênis Bezerra                 | Kawasaki | LGT   |     |     | 12  | DNS |     |     |     |     |     |     |     |     | 4    |
| 36   | Denis Santos                  | Kawasaki | MAS   |     |     |     |     |     |     |     |     |     |     | 13  | 15  | 4    |
| 37   | Raphael Teixeira              | Kawasaki | LGT   | 14  | 14  |     |     |     |     |     |     |     |     |     |     | 4    |
| 38   | Pablo Rocha                   | Yamaha   | LGT   |     |     |     |     |     |     |     |     | 14  | 14  |     |     | 4    |
| 39   | Wesley Ramos                  | Honda    | PRO   | DNP | 15  |     |     |     |     |     |     |     |     | DNQ | 14  | 3    |
| 40   | Vinícius Guisso               | Suzuki   | LGT   |     |     |     |     |     |     |     |     | 15  | 15  |     |     | 2    |
| 41   | Leonardo Martins "Léo"        | Kawasaki | LGT   |     |     |     |     | AN  | 15  |     |     |     |     |     |     | 1    |
| 42   | Moacir Bastos "Moa18"         | Aprilia  | LGT   | 15  | Ret |     |     |     |     |     |     |     |     |     |     | 1    |
| 43   | Bruno Eber                    | Kalex    | LGT   |     |     |     |     |     |     |     |     | 17  | 16  |     |     | 0    |
| 44   | Sérgio Mansoldo "Cabeleira"   | Honda    | MAS   |     |     |     |     | 17  | 17  |     |     |     |     |     |     | 0    |
| 45   | Mateo Escobar                 | Ducati   | PRO   |     |     |     |     |     |     |     |     |     |     | Ret | DNS | 0    |
| Pos. | Rider                         | Moto     | Clase | GOI | GOI | CGR | CGR | POT | POT | CAS | CAS | CUR | CUR | PIR | PIR | Pts. |

| Color     | Resultado                                                               |
| --------- | ----------------------------------------------------------------------- |
| Oro       | Ganador                                                                 |
| Plata     | 2.ª plaza                                                               |
| Bronce    | 3.ª plaza                                                               |
| Verde     | Finalizó en los puntos                                                  |
| Azul      | Finalizó sin puntos                                                     |
| Azul      | NC - No clasificado                                                     |
| Violeta   | Ret - No terminó (Carrera)                                              |
| Rojo      | DNQ - No se clasificó                                                   |
| Negro     | DSQ - Descalificado                                                     |
| Blanco    | DNS - No empezó (carrera)                                               |
| Blanco    | WD - Retirado (fin de semana)                                           |
| Blanco    | C - Carrera cancelada                                                   |
| Sin color | DNP - Inscrito pero no participó                                        |
| Sin color | INJ - Lesionado                                                         |
| Sin color | EX - Excluido                                                           |
| Estado    | Resultado                                                               |
| Negrita   | Pole position                                                           |
| Cursiva   | Vuelta rápida                                                           |
| †         | Abandona, pero clasifica al completar el porcentaje requerido para ello |

### Campeonato de Constructores
| Pos. | Rider    | GOI | GOI | CGR | CGR | POT | POT | CAS | CAS | CUR | CUR | PIR | PIR | Pts. |
| Pos. | Rider    | RD1 | RD2 | RD1 | RD2 | RD1 | RD2 | RD1 | RD2 | RD1 | RD2 | RD1 | RD2 | Pts. |
| ---- | -------- | --- | --- | --- | --- | --- | --- | --- | --- | --- | --- | --- | --- | ---- |
| 1    | Kawasaki | 1   | 1   | 1   | 1   | 1   | 1   | 1   | 2   | 1   | 1   | 2   | 1   | 290  |
| 2    | Yamaha   | 2   | 2   | 2   | 2   | 2   | 2   | 2   | 1   | 2   | 2   | 1   | 2   | 250  |
| 3    | Ducati   |     |     |     |     |     |     |     |     | 3   | 3   | Ret | DNS | 32   |
| 4    | Kalex    | 4   | 3   |     |     |     |     |     |     | 17  | 16  |     |     | 29   |
| 5    | Triumph  |     |     |     |     | 14  | 9   | 12  | Ret | 13  | 7   |     |     | 25   |
| 6    | Suzuki   | 9   | 8   |     |     |     |     |     |     | 15  | 15  |     |     | 17   |
| 7    | Aprilia  | 8   | Ret |     |     |     |     |     |     |     |     |     |     | 8    |
| 8    | Honda    | DNP | 15  |     |     | 17  | 17  |     |     |     |     | DNQ | 14  | 3    |
| Pos. | Rider    | GOI | GOI | CUR | CUR | INT | INT | GNA | GNA | CAS | CAS | CRI | CRI | Pts. |

### GP 300
| Pos. | Rider                           | Moto      | Clase | GOI | GOI | CGR | CGR | POT | POT | CAS | CAS | CUR | CUR | PIR | PIR | Pts. |
| Pos. | Rider                           | Moto      | Clase | RD1 | RD2 | RD1 | RD2 | RD1 | RD2 | RD1 | RD2 | RD1 | RD2 | RD1 | RD2 | Pts. |
| ---- | ------------------------------- | --------- | ----- | --- | --- | --- | --- | --- | --- | --- | --- | --- | --- | --- | --- | ---- |
| 1    | João Fascinelli                 | Kawasaki  | PRO   | 1   | 1   | 1   | 1   | 1   | 1   | 1   | 2   | 1   | 1   | 2   | 2   | 280  |
| 2    | Heitor Luz "Ourinho"            | Kawasaki  | PRO   | 3   | 3   | 2   | 7   | 4   | 3   | 3   | 1   | DSQ | DSQ | 1   | 1   | 172  |
| 3    | Gustavo Viana                   | Kawasaki  | PRO   | 5   | 7   | 12  | 3   | 3   | 9   | 13  | 13  | 4   | 4   | 6   | 8   | 126  |
| 4    | Cauã Rodrigues                  | Yamaha    | PRO   | Ret | 2   | 4   | DNS | 5   | 4   | 16  | NPQ | 2   | 3   | NC  | 11  | 106  |
| 5    | Elton Nunes "Coé"               | Kawasaki  | MAS   | 4   | DSQ | 5   | 4   | 8   | 7   | 11  | 11  | 6   | 14  | 11  | 9   | 88   |
| 6    | Vladimir Corrêa                 | Kawasaki  | MAS   | 2   | Ret |     |     | 2   | Ret |     |     | 3   | 2   |     |     | 76   |
| 7    | Hilton Loureiro                 | Kawasaki  | MAS   | 9   | 10  | 7   | 10  | 9   | 10  | 9   | 10  | 11  | 8   | 9   | 20  | 74   |
| 8    | Sérgio Garcia                   | Kawasaki  | PRO   | 11  | 8   | 8   | 5   | 11  | 11  | 19  | 16  |     |     | 13  | 14  | 71   |
| 9    | Leandro Mendes                  | Kawasaki  | PRO   | 25  | 4   |     |     | 7   | 5   |     |     |     |     | 7   | 6   | 52   |
| 10   | Lucas Cançado                   | Yamaha    | PRO   | 10  | 5   |     |     | 6   | 6   |     |     | 8   | 10  |     |     | 51   |
| 11   | Cauã Nunes Rocha                | Yamaha    | PRO   | 6   | 6   |     |     | 12  | 8   |     |     | 15  | 7   |     |     | 42   |
| 12   | Marcus Vinícius "Vini Gardenal" | Husqvarna | PRO   |     |     |     |     | NL  | Ret | 2   | 3   |     |     |     |     | 36   |
| 13   | Enzo Calgaroto Valentim         | Kawasaki  | PRO   |     |     | 3   | 2   |     |     |     |     |     |     |     |     | 36   |
| 14   | Laion Marques                   | Honda     | PRO   |     |     |     |     |     |     | 14  | 14  | 7   | 5   | 12  | 10  | 34   |
| 15   | Adalberto "Daw" Pereira         | KTM       | PRO   |     |     |     |     |     |     | Ret | Ret |     |     | 3   | 3   | 32   |
| 16   | Wilian Silva                    | Gas Gas   | PRO   |     |     |     |     |     |     | 4   | 4   |     |     |     |     | 26   |
| 17   | Flávio Trevizan                 | Yamaha    | MAS   | 12  | DSQ |     |     | 10  | 12  | 12  | 12  | 13  | NL  | 17  | 17  | 25   |
| 18   | Raquel Vaz                      | Honda     | PRO   |     |     |     |     |     |     |     |     |     |     | 4   | 5   | 24   |
| 19   | Wesley Corrêa                   | CFMoto    | MAS   |     |     |     |     |     |     |     |     |     |     | 5   | 4   | 24   |
| 20   | Vitor Hugo Corrêa               | Honda     | PRO   |     |     |     |     |     |     |     |     | 5   | 6   |     |     | 21   |
| 21   | Marcus Telles                   | Kawasaki  | PRO   |     |     |     |     | Ret | 2   |     |     |     |     |     |     | 20   |
| 22   | Douglas Paz "Doguinha"          | KTM       | PRO   |     |     |     |     |     |     | 5   | 7   |     |     |     |     | 20   |
| 23   | Rodrigo Tertulina               | Kawasaki  | PRO   |     |     | 6   | 6   |     |     |     |     |     |     |     |     | 20   |
| 24   | Fábio Vuicik "Fabinho"          | Husqvarna | PRO   |     |     |     |     |     |     | 6   | 6   |     |     |     |     | 20   |
| 25   | Sidney Martins "Sidão"          | Kove      | PRO   |     |     |     |     |     |     | 10  | 5   |     |     |     |     | 17   |
| 26   | Valmir Monteiro                 | Husqvarna | PRO   |     |     |     |     |     |     | 7   | 8   |     |     |     |     | 17   |
| 27   | Diego Hilel                     | Yamaha    | PRO   | 13  | 9   |     |     | 13  | 13  |     |     |     |     |     |     | 16   |
| 28   | Régis Santos "Reginho"          | Kalex     | MAS   |     |     |     |     |     |     |     |     |     |     | 8   | 7   | 15   |
| 29   | Chailo Matos                    | Aprilia   | PRO   |     |     |     |     |     |     | 8   | 9   |     |     |     |     | 15   |
| 30   | Marcello Linhares               | Kawasaki  | MAS   | 14  | 18  | 13  | 8   | 23  | 22  |     |     |     |     | 14  | 16  | 15   |
| 31   | Carlinhos Andrade               | Honda     | PRO   | 15  | 11  |     |     |     |     |     |     | 12  | 12  |     |     | 14   |
| 32   | Evandro Lima                    | Kawasaki  | MAS   | 21  | 24  | 9   | 9   | Ret | 28  | 18  | 22  |     |     |     |     | 14   |
| 33   | Rodrigo "RI"                    | CFMoto    | PRO   | 7   | 12  |     |     |     |     |     |     |     |     |     |     | 13   |
| 34   | VH Fotógrafo                    | Gas Gas   | PRO   | INF | DSQ |     |     |     |     |     |     | 10  | 9   |     |     | 13   |
| 35   | Ítalo Souza                     | Kawasaki  | PRO   | 19  | 19  |     |     | 24  | 23  |     |     | 9   | 11  |     |     | 12   |
| 36   | Tiago Crespo                    | Yamaha    | MAS   | 17  | 13  | 10  | Ret | 14  | 16  | 25  | Ret | 18  | 17  | 18  | 19  | 11   |
| 37   | Fernando Couto                  | Aprilia   | MAS   |     |     |     |     |     |     |     |     |     |     | 10  | 12  | 10   |
| 38   | Thiago Correia "Tilth"          | Husqvarna | PRO   | 8   | DNF |     |     |     |     |     |     |     |     |     |     | 8    |
| 39   | Rafael Milazzo                  | Yamaha    | MAS   |     |     | 11  | DNS |     |     |     |     |     |     |     |     | 5    |
| 40   | Carlo Eduardo "Kadu"            | Gas Gas   | PRO   |     |     |     |     |     |     |     |     | 14  | 13  |     |     | 5    |
| 41   | Henrique "Cebolinha"            | Gas Gas   | PRO   |     |     |     |     |     |     |     |     |     |     | 15  | 13  | 4    |
| 42   | Carlos Souza                    | Kawasaki  | PRO   |     |     |     |     | 15  | 14  |     |     |     |     |     |     | 3    |
| 43   | Marco Antoniolli                | Kawasaki  | PRO   | 18  | 14  |     |     | 18  | 17  |     |     |     |     |     |     | 2    |
| 44   | Deiv Luan                       | Kawasaki  | PRO   | 20  | 15  |     |     | 19  | 18  |     |     | 16  | 15  |     |     | 2    |
| 45   | Jhonatam Valentim               | CFMoto    | PRO   |     |     |     |     |     |     | 15  | 15  |     |     |     |     | 2    |
| 46   | Rodrigo Lima                    | Kawasaki  | MAS   |     |     |     |     | 16  | 15  |     |     |     |     |     |     | 1    |
| 47   | Guilherme Borges                | Kove      | PRO   |     |     |     |     |     |     |     |     |     |     | NPQ | 15  | 1    |
| 48   | Fabio Alves                     | Aprilia   | PRO   |     |     |     |     |     |     |     |     |     |     | 16  | Ret | 0    |
| 49   | Luiz Drumond                    | Yamaha    | MAS   | 16  | 17  | DNP | Ret | 22  | 21  |     |     | 17  | 16  |     |     | 0    |
| 50   | Thiago Fagundes                 | Kalex     | PRO   | 22  | 16  |     |     |     |     |     |     |     |     |     |     | 0    |
| 51   | Gian Escritore                  | Suzuki    | PRO   |     |     |     |     |     |     | 17  | 18  |     |     |     |     | 0    |
| 52   | Jonathas Galvão                 | Suzuki    | PRO   |     |     |     |     |     |     | 23  | 17  |     |     |     |     | 0    |
| 53   | Élton "Éltinho"                 | Kove      | PRO   | 26  | 22  |     |     |     |     |     |     | 19  | 18  |     |     | 0    |
| 54   | Juliano Márcio "Julianinho"     | Suzuki    | MAS   |     |     |     |     |     |     | 20  | 19  |     |     |     |     | 0    |
| 55   | Marco Lara                      | Kove      | MAS   |     |     |     |     |     |     |     |     |     |     | Ret | 18  | 0    |
| 56   | Chico Melo                      | KTM       | PRO   |     |     |     |     |     |     |     |     |     |     | 19  | DSQ | 0    |
| 57   | Thiago Gonçalves                | Kawasaki  | PRO   |     |     |     |     | 20  | 19  |     |     |     |     |     |     | 0    |
| 58   | Thiago Sobral "Thiaguinho"      | Kawasaki  | MAS   | 23  | 20  |     |     | DNS | 24  |     |     |     |     |     |     | 0    |
| 59   | Arílton Soares                  | Suzuki    | MAS   |     |     |     |     |     |     | 22  | 21  |     |     |     |     | 0    |
| 60   | Jorge Lima                      | Yamaha    | MAS   |     |     |     |     |     |     | 21  | 20  |     |     |     |     | 0    |
| 61   | Marques Jr                      | Aprilia   | MAS   |     |     |     |     |     |     |     |     |     |     | 20  | DSQ | 0    |
| 62   | Fábio Kaveira Sobrinho          | Kawasaki  | MAS   | 24  | 21  |     |     | Ret | 25  |     |     |     |     |     |     | 0    |
| 63   | Thiago Velten                   | Kawasaki  | PRO   |     |     |     |     | 21  | Ret |     |     |     |     |     |     | 0    |
| 64   | Fernando Canedo                 | KTM       | PRO   |     |     |     |     |     |     |     |     |     |     | 21  | DSQ | 0    |
| 65   | Sidney Monteiro                 | Yamaha    | MAS   |     |     |     |     |     |     |     |     |     |     | 22  | DSQ | 0    |
| 66   | Jeferson Melo                   | Kalex     | MAS   |     |     |     |     |     |     | 24  | 23  |     |     |     |     | 0    |
| 67   | Imar Mourão                     | Yamaha    | MAS   | 27  | 23  |     |     | Ret | 27  |     |     |     |     |     |     | 0    |
| 68   | Elton Junior                    | Kawasaki  | PRO   |     |     |     |     |     |     | 26  | 24  |     |     |     |     | 0    |
| 69   | Élton Azevedo                   | Yamaha    | MAS   |     |     |     |     | INF | 26  |     |     |     |     |     |     | 0    |
| 70   | Júnior Montrazio                | Kove      | PRO   |     |     |     |     |     |     |     |     | Ret | Ret |     |     | 0    |
| 71   | Demétrius Dias                  | Kawasaki  | MAS   |     |     |     |     |     |     | DNP | DNP |     |     |     |     | 0    |
| 72   | Fernando Basso                  | Kawasaki  | MAS   |     |     |     |     |     |     |     |     | DNF | DNF |     |     | 0    |
| 73   | Ricardo de Camargo              | Kalex     | MAS   |     |     | NPQ | NPQ |     |     |     |     |     |     |     |     | 0    |
| Pos. | Rider                           | Moto      | Clase | GOI | GOI | CGR | CGR | POT | POT | CAS | CAS | CUR | CUR | PIR | PIR | Pts. |

| Color     | Resultado                                                               |
| --------- | ----------------------------------------------------------------------- |
| Oro       | Ganador                                                                 |
| Plata     | 2.ª plaza                                                               |
| Bronce    | 3.ª plaza                                                               |
| Verde     | Finalizó en los puntos                                                  |
| Azul      | Finalizó sin puntos                                                     |
| Azul      | NC - No clasificado                                                     |
| Violeta   | Ret - No terminó (Carrera)                                              |
| Rojo      | DNQ - No se clasificó                                                   |
| Negro     | DSQ - Descalificado                                                     |
| Blanco    | DNS - No empezó (carrera)                                               |
| Blanco    | WD - Retirado (fin de semana)                                           |
| Blanco    | C - Carrera cancelada                                                   |
| Sin color | DNP - Inscrito pero no participó                                        |
| Sin color | INJ - Lesionado                                                         |
| Sin color | EX - Excluido                                                           |
| Estado    | Resultado                                                               |
| Negrita   | Pole position                                                           |
| Cursiva   | Vuelta rápida                                                           |
| †         | Abandona, pero clasifica al completar el porcentaje requerido para ello |

### Campeonato de Constructores
| Pos. | Rider     | GOI | GOI | CGR | CGR | POT | POT | CAS | CAS | CUR | CUR | PIR | PIR | Pts. |
| Pos. | Rider     | RD1 | RD2 | RD1 | RD2 | RD1 | RD2 | RD1 | RD2 | RD1 | RD2 | RD1 | RD2 | Pts. |
| ---- | --------- | --- | --- | --- | --- | --- | --- | --- | --- | --- | --- | --- | --- | ---- |
| 1    | Kawasaki  | 1   | 1   | 1   | 1   | 1   | 1   | 1   | 1   | 1   | 1   | 1   | 1   | 300  |
| 2    | Yamaha    | 6   | 2   | 4   | 5   | 5   | 4   | 12  | 12  | 2   | 3   | 13  | 11  | 130  |
| 3    | Husqvarna | 8   | DNF |     |     | NL  | Ret | 2   | 3   |     |     |     |     | 44   |
| 4    | Honda     | 15  | 11  |     |     |     |     | 14  | 14  | 5   | 5   | 4   | 5   | 56   |
| 5    | KTM       |     |     |     |     |     |     | 5   | 7   |     |     | 3   | 3   | 52   |
| 6    | Gas Gas   | INF | DSQ |     |     |     |     | 4   | 4   | 10  | 9   | 15  | 13  | 43   |
| 7    | CFMoto    | 7   | 12  |     |     |     |     | 15  | 15  |     |     | 5   | 4   | 39   |
| 8    | Kove      | 26  | 22  |     |     |     |     | 10  | 5   | 19  | 18  | Ret | 15  | 18   |
| 9    | Kalex     | 22  | 16  | NPQ | NPQ |     |     | 24  | 23  |     |     | 8   | 7   | 17   |
| 10   | Aprilia   |     |     |     |     |     |     | 8   | 9   |     |     | 10  | 12  | 25   |
|      | Suzuki    |     |     |     |     |     |     | 20  | 17  |     |     |     |     | 0    |
| Pos. | Rider     | GOI | GOI | CGR | CGR | POT | POT | CAS | CAS | CUR | CUR | PIR | PIR | Pts. |

### Yamalube R3 bLU cRU Cup South America - Categoría Talent
| Pos. | Rider                            | Moto   | Clase | GOI | GOI | CGR | CGR | POT | POT | CAS | CAS | CUR | CUR | PIR | PIR | Pts. |
| Pos. | Rider                            | Moto   | Clase | RD1 | RD2 | RD1 | RD2 | RD1 | RD2 | RD1 | RD2 | RD1 | RD2 | RD1 | RD2 | Pts. |
| ---- | -------------------------------- | ------ | ----- | --- | --- | --- | --- | --- | --- | --- | --- | --- | --- | --- | --- | ---- |
|      | Guilherme Fernandes "Foguetinho" | Yamaha | TLT   | 4   | 3   | 2   | 2   | 1   | 2   | 1   | 6   | 8   | 5   | 7   | 7   | 187  |
|      | Kevin Fontainha                  | Yamaha | TLT   | 2   | 2   | 6   | 4   |     |     | 3   | 5   | 2   | 2   | 1   | 2   | 175  |
|      | Nahuel Santamaría                | Yamaha | TLT   | 7   | 6   | 7   | 1   | 4   | 3   | 5   | Ret | 3   | 3   | 4   | 4   | 151  |
|      | Aymón Bocanegra                  | Yamaha | TLT   | 10  | 13  | 12  | 19  | 2   | 1   | 11  | 7   | 7   | 6   | 3   | 3   | 123  |
|      | Gustavo Manso                    | Yamaha | TLT   | 1   | 1   | 4   | 15  |     |     | 8   | 2   | 4   | 11  |     |     | 110  |
|      | Mário Salles                     | Yamaha | TLT   | 3   | 5   | 3   | 3   | 8   | 4   | 4   | Ret | Ret | 4   |     |     | 106  |
|      | Cauã Rodrigues                   | Yamaha | TLT   | 6   | 4   | 10  | 13  | 5   | 5   | 9   | Ret | 5   | 8   | 8   | 6   | 98   |
|      | Pedro Balla                      | Yamaha | TLT   | 8   | 7   | 9   | 9   | Ret | 10  | 7   | 4   | 6   | 10  | 5   | 11  | 91   |
|      | Brayann Ligeirinho               | Yamaha | TLT   | 5   | 8   | 5   | 5   | 19  | 9   | 18  | 12  | 13  | 14  | 9   | 5   | 75   |
|      | João Fascinelli                  | Yamaha | TLT   | 9   | 9   | 22  | 11  | 7   | 7   | 13  | 9   | 9   | 20  | 13  | 14  | 59   |
|      | Juan Jerónimo Gonzáles           | Yamaha | TLT   | 13  | 14  | 8   | 8   |     |     | 17  | 14  | 14  | 16  | 12  | 12  | 33   |
|      | Cauã Buzzo                       | Yamaha | TLT   | 14  | 15  | Ret | 16  | 12  | 14  | 16  | 13  | 12  | 13  | 14  | 16  | 21   |
|      | Enzo Calgaroto Valentim          | Yamaha | TLT   | 12  | 17  | 13  | 6   | Ret | 18  | 24  | 19  | 17  | 18  |     |     | 17   |
|      | Marcos Vinícius Bauer            | Yamaha | TLT   | 11  | 12  | 15  | 18  | 18  | 17  | 21  | 18  | 19  | 19  | 15  | 17  | 11   |
|      | Murilo Gomes                     | Yamaha | TLT   | 15  | 10  | Ret | 10  | 3   | 6   | 10  | Ret | 11  | 7   | 6   | 9   | 76   |
|      | João Teixeira "Joãozinho"        | Yamaha | TLT   | 16  | 11  | 11  | 12  | 6   | 8   | 12  | 8   | 10  | 9   | Ret | 8   | 65   |
|      | Mario Fernández                  | Yamaha | TLT   | 17  | 19  | 17  | 17  | 15  | 19  |     |     | DSQ | DSQ |     |     | 1    |
|      | Thiago Nicolás Torres            | Yamaha | TLT   | 18  | 25  | 21  | 20  | Ret | 16  | 19  | Ret | 21  | 21  | 18  | 19  | 0    |
|      | Raquel Vaz                       | Yamaha | TLT   | 19  | 20  | 18  | Ret | 17  | 20  | 20  | 15  | NC  | NC  |     |     | 0    |
|      | Gabrielly Lewis                  | Yamaha | TLT   | 20  | 18  |     |     | 10  | 13  |     |     |     |     |     |     | 9    |
|      | Facundo Medina                   | Yamaha | TLT   | 21  | 16  | 16  | 14  | 14  | 15  | 15  | 11  | 18  | 17  | 16  | 15  | 12   |
|      | Cauã Nunes Rocha                 | Yamaha | TLT   | 22  | 22  | 19  | 23  | 9   | 11  | 22  | 17  | 15  | 12  |     |     | 17   |
|      | Vítor Hugo Bianchi               | Yamaha | TLT   | 23  | 21  | 20  | 21  | 11  | 12  | 23  | 16  | 16  | 15  | 11  | 10  | 21   |
|      | Ítalo Santana                    | Yamaha | TLT   | 24  | 23  | INF | Ret | 20  | 21  |     |     |     |     |     |     | 0    |
|      | Matías Sebastián                 | Yamaha | TLT   | 25  | 24  | Ret | Wth | 16  | Ret |     |     | 22  | 22  | 10  | 13  | 9    |
|      | Gabriel Dias                     | Yamaha | TLT   | 26  | Ret | NC  | Ret | Ret | Ret | 26  | Ret | Ret | Ret | 19  | 20  | 0    |
|      | Kauan Calgaroto                  | Yamaha | TLT   | Ret | DNS |     |     | 21  | Ret | 25  | 20  | 23  | DNS |     |     | 0    |
|      | Humberto Maier "Turquinho Jr"    | Yamaha | TLT   |     |     | 1   | DNS |     |     | 2   | 1   | 1   | 1   |     |     | 120  |
|      | Julian Nascimento                | Yamaha | TLT   |     |     | 14  | 7   | 13  | Wth |     |     |     |     |     |     | 14   |
|      | Gustavo Viana                    | Yamaha | TLT   |     |     | 23  | 22  |     |     |     |     | 20  | Ret | 17  | 18  | 0    |
|      | Enzo Valentim Garcia             | Yamaha | TLT   |     |     |     |     |     |     | 6   | 3   |     |     | 2   | 1   | 71   |
|      | Raphael Ramos                    | Yamaha | TLT   |     |     |     |     |     |     | 14  | 10  | DNS | Ret |     |     | 8    |
|      | Emiliano Arciega (MEX)           | Yamaha | TLT   |     |     |     |     |     |     |     |     |     |     | DNS | DNS |      |
| Pos. | Rider                            | Moto   | Clase | GOI | GOI | CGR | CGR | POT | POT | CAS | CAS | CUR | CUR | PIR | PIR | Pts. |

### Yamalube R3 bLU cRU Cup South America - Categoría PRO
| Pos. | Rider                          | Moto   | Clase | GOI | GOI | CGR | CGR | POT | POT | CAS | CAS | CUR | CUR | PIR | PIR | Pts. |
| Pos. | Rider                          | Moto   | Clase | RD1 | RD2 | RD1 | RD2 | RD1 | RD2 | RD1 | RD2 | RD1 | RD2 | RD1 | RD2 | Pts. |
| ---- | ------------------------------ | ------ | ----- | --- | --- | --- | --- | --- | --- | --- | --- | --- | --- | --- | --- | ---- |
| 1    | Bruno Ribeiro                  | Yamaha | PRO   | 2   | 5   | 1   | 1   | 1   | 1   | 1   | 1   | 2   | 2   | 4   | 2   | 254  |
| 2    | Fabrício Zamperetti            | Yamaha | PRO   | 3   | 4   | 4   | 3   | 3   | Ret | 2   | 3   | 1   | 1   | 1   | 1   | 210  |
| 3    | Willians Salles Piuí           | Yamaha | PRO   | 1   | 1   | 2   | 11  | 2   | 2   | 3   | 2   | 16  | 3   | Ret | DNS | 167  |
| 4    | Lucas Gutiérrez                | Yamaha | PRO   | 6   | 2   | 5   | 4   | 7   | 4   | 4   | 6   | 3   | DNF | 2   | 3   | 153  |
| 5    | Bruno Novillo                  | Yamaha | PRO   | 4   | 3   | 3   | 2   | 5   | Ret | 6   | 5   | 6   | 4   | 3   | 5   | 147  |
| 6    | Alex Schultz                   | Yamaha | PRO   | 5   | 7   | 6   | 6   | 4   | 3   | 5   | 4   | 4   | 5   | 5   | 4   | 141  |
| 7    | Flávio Brito                   | Yamaha | PRO   | 7   | 6   | 11  | 8   | 11  | 9   | 8   | 7   | 7   | 6   | 7   | 9   | 96   |
| 8    | Mauro de Camargo Sapico        | Yamaha | PRO   | 11  | 10  | 7   | 10  | 10  | 7   | 7   | 8   | 8   | 7   | 6   | 6   | 95   |
| 9    | Jonas José Vieira "McDonald's" | Yamaha | PRO   | 8   | 9   | 9   | 9   | 6   | 6   | 9   | 9   | 5   | Ret | 8   | 7   | 91   |
| 10   | Flávio Trevizan                | Yamaha | PRO   | 12  | 11  | 12  | 14  | 9   | 10  | 10  | DSQ | 10  | 8   | 10  | 8   | 62   |
| 11   | Luis Fernando García           | Yamaha | PRO   | 10  | 8   | 10  | 5   | 15  | 11  | INF | INF | 9   | 9   | 12  | 10  | 61   |
| 12   | Tiago Crespo                   | Yamaha | PRO   | 14  | 14  | 14  | 12  | 12  | 8   | 12  | 11  | 13  | 12  | 14  | 13  | 43   |
| 13   | Édson Pikoloco "Edinho"        | Yamaha | PRO   | Ret | DNS | 8   | 7   | 13  | Ret | 11  | 10  | Ret | NC  | 11  | 11  | 41   |
| 14   | Luiz Kik Tavares               | Yamaha | PRO   | 9   | 12  | 13  | Ret | 14  | 12  |     |     | 11  | 11  | 9   | 15  | 35   |
| 15   | Léo Marques                    | Yamaha | PRO   | 16  | 16  | 17  | 13  | 16  | 13  | 14  | 12  | 14  | 13  | 13  | 12  | 24   |
| 16   | Efraín Balladares              | Yamaha | PRO   | 13  | 13  |     |     |     |     | 13  | 13  | 12  | 10  |     |     | 22   |
| 17   | Ricardo Chio                   | Yamaha | PRO   | Ret | DNP |     |     | 8   | 5   |     |     |     |     |     |     | 19   |
| 18   | Wallace Dias                   | Yamaha | PRO   | 18  | 17  | 18  | 18  | 18  | 16  | 16  | 14  | 15  | 15  | 15  | 14  | 7    |
| 19   | Eduardo Massuia "Dudu"         | Yamaha | PRO   | 17  | 18  | 16  | 17  | 17  | 14  | 15  | 15  | Les | Les |     |     | 4    |
|      | Rafael Millazo                 | Yamaha | PRO   | 15  | 15  | 15  | 15  |     |     |     |     |     |     |     |     | 4    |
|      | Nestore Guarino                | Yamaha | PRO   |     |     | DNQ | 16  | 19  | 15  | Ret | 16  | Ret | Ret |     |     | 1    |
|      | Ítalo Santana                  | Yamaha | PRO   |     |     |     |     |     |     |     |     | 17  | Ret |     |     | 0    |
|      | Francisco Guarino              | Yamaha | PRO   |     |     |     |     | 20  | DNF |     |     |     |     |     |     | 0    |
| Pos. | Rider                          | Moto   | Clase | GOI | GOI | CGR | CGR | POT | POT | CAS | CAS | CUR | CUR | PIR | PIR | Pts. |

### Dezeró Racing
| Pos. | Rider                      | Moto      | Clase | GOI | CGR | POT | CAS | CUR | PIR | Pts. |
| ---- | -------------------------- | --------- | ----- | --- | --- | --- | --- | --- | --- | ---- |
| 1    | João Pedro Scarpellini     | BMW       | SBK   | 10  |     |     | 5   | 3   | 7   | 42   |
| 2    | Hugo Ferreira Moraes       | Ducati    | SSP   |     | 6   | 9   | 4   | 6   |     | 40   |
| 3    | Rafa Restelatto            | Suzuki    | SBK   |     | 1   |     |     |     | 5   | 36   |
| 4    | Rafaell Araújo França      | Aprilia   | SSP   | 8   |     | 1   |     |     |     | 33   |
| 5    | Henrique Ramalho de Araújo | MV Agusta | SSP   |     |     | 8   | 6   |     | 8   | 26   |
| 6    | Marcos Vinicyos Gomes      | Kawasaki  | SBK   | 1   |     |     |     |     | Ret | 25   |
| 7    | Renato Oliveira            | Honda     | SBK   |     |     |     |     |     | 1   | 25   |
| 8    | Thiago Pedroso             | Triumph   | SBK   |     |     |     | 1   |     |     | 25   |
| 9    | Pedro Paulo                | Kalex     | SSP   |     |     |     |     | 1   |     | 25   |
| 10   | Jorginho Menin             | Kawasaki  | SBK   |     | 2   |     |     |     |     | 20   |
| 11   | Eduardo Marques            | Aprilia   | SSP   | 2   |     |     |     |     |     | 20   |
| 12   | Carlos Poças               | Aprilia   | SSP   |     |     |     | 2   |     |     | 20   |
| 13   | Maycon Vilas Boas          | Honda     | SBK   |     |     |     |     |     | 2   | 20   |
| 14   | Agmar Braga                | Suzuki    | SBK   | 9   |     |     |     |     | 4   | 20   |
| 15   | Pedro Martins              | Triumph   | SSP   |     |     | 2   |     |     |     | 20   |
| 16   | Danilo Monteiro            | Suzuki    | SSP   |     |     |     |     | 2   |     | 20   |
| 17   | Rogério Lalau              | Ducati    | SBK   |     |     | 3   |     |     |     | 16   |
| 18   | Wendelis Carvalho          | Kawasaki  | SBK   | 3   |     |     |     |     |     | 16   |
| 19   | Rodrigo Tertulina          | Honda     | SBK   |     |     |     |     |     | 3   | 16   |
| 20   | Arlei Pisoni               | Kawasaki  | SBK   |     | 3   |     |     |     |     | 16   |
| 21   | Ronaldo Ranieri            | Sundown   | SSP   |     |     |     | 3   |     |     | 16   |
| 22   | Anderson Ferreira          | Kawasaki  | SBK   | 13  | 4   |     |     |     |     | 16   |
| 23   | Marcelo P. Cardoso         | Yamaha    | SBK   |     |     |     | 7   | 11  |     | 14   |
| 24   | Ânderson Antônio           | Ducati    | SSP   |     |     | 4   |     |     |     | 13   |
| 25   | Thiago Fughi               | Suzuki    | SBK   |     |     |     |     | 4   |     | 13   |
| 26   | Antônio Carlos Rios        | BMW       | SBK   | 4   |     |     |     |     |     | 13   |
| 27   | Fábio Alfinete "Fabinho"   | Yamaha    | SBK   |     |     | 5   |     |     |     | 11   |
| 28   | Vanderlino Nunes Jr        | Yamaha    | SBK   |     |     |     |     | 5   |     | 11   |
| 29   | Flávio Hugo de Moraes      | Kawasaki  | SSP   | 21  | 5   |     |     |     | Ret | 11   |
| 30   | Caio de Lima               | Yamaha    | SSP   | 5   |     |     |     |     |     | 11   |
| 31   | Fernando Negão             | Aprilia   | SBK   | 6   |     |     |     |     |     | 10   |
| 32   | Cayo Lourenço              | BMW       | SSP   |     |     |     |     |     | 6   | 10   |
| 33   | André Ferreira             | Honda     | SBK   |     |     | 6   |     |     |     | 10   |
| 34   | Léo Lucas                  | Yamaha    | SBK   |     |     |     |     | 7   |     | 9    |
| 35   | Maycon Pascoal             | Kawasaki  | SBK   | 7   |     |     |     |     |     | 9    |
| 36   | Júnior César               | Ducati    | SBK   |     |     | 7   |     |     |     | 9    |
| 37   | Christian Amaral           | Aprilia   | SBK   |     |     |     |     | 8   |     | 8    |
| 38   | Thiago Sobral              | KTM       | SBK   |     |     |     |     |     | 9   | 7    |
| 39   | César Possas               | MV Agusta | SBK   |     |     |     |     | 9   |     | 7    |
| 40   | Matheus Ribeiro            | BMW       | SBK   |     |     |     |     |     | 10  | 6    |
| 41   | Igor Henriques             | Triumph   | SBK   |     |     |     |     | 10  |     | 6    |
| 42   | Jorge Martinelli           | KTM       | SSP   |     |     |     |     |     | 11  | 5    |
| 43   | Daniel Tigrão              | Honda     | SSP   | 11  |     |     |     |     |     | 5    |
| 44   | Vítor Duham                | Aprilia   | SBK   |     |     |     |     | 12  |     | 4    |
| 45   | Thiago Santos              | KTM       | SSP   |     |     |     |     |     | 12  | 4    |
| 46   | Elvis Carneirinho          | Yamaha    | SBK   | 12  |     |     |     |     |     | 4    |
| 47   | Amanda Coimbra             | Aprilia   | SSP   |     |     |     |     | 13  |     | 3    |
| 48   | Marco Aurélio              | Kawasaki  | SBK   |     |     |     |     |     | 13  | 3    |
| 49   | Rodrigo Salioni            | Ducati    | SBK   | 14  |     |     |     |     | 21  | 2    |
| 50   | Breno Sherlick             | MV Agusta | SBK   |     |     |     |     | 14  |     | 2    |
| 51   | Régis Nogueira             | Suzuki    | SSP   | 20  |     |     |     |     | 14  | 2    |
| 52   | Geimerson da Silva         | BMW       | SBK   | 15  |     |     |     |     |     | 1    |
| 53   | Marcelo Ramos              | MV Agusta | SBK   |     |     |     |     | 15  |     | 1    |
| 54   | Adriano Bragnanolo         | BMW       | SBK   | 16  |     |     |     |     | 15  | 1    |
| 55   | Artur Procópio             | BMW       | SBK   | 22  |     |     |     |     | 16  | 0    |
| 56   | Júnior dos Santos          | BMW       | SBK   |     |     |     |     | 16  |     | 0    |
| 57   | Rodrigo Assunção           | Suzuki    | SBK   |     |     |     |     |     | 17  | 0    |
| 58   | Itacir Rabaiolli           | BMW       | SBK   | 17  |     |     |     |     |     | 0    |
| 59   | Glênio Pereira Jr          | Kawasaki  | SSP   | 18  |     |     |     |     |     | 0    |
| 60   | Fernando Silva             | Kalex     | SSP   |     |     |     |     |     | 18  | 0    |
| 61   | Pedro Lucas                | Kawasaki  | SBK   |     |     |     |     |     | 19  | 0    |
| 62   | Remi Toscano               | Kawasaki  | SBK   | 19  |     |     |     |     |     | 0    |
| 63   | Marcelo Pinheiro           | Sundown   | SBK   |     |     |     |     |     | 20  | 0    |
| 64   | Thiago Rabaiolli           | BMW       | SBK   | 23  |     |     |     |     |     | 0    |
| 65   | Edgar Veiga                | Ducati    | SBK   | 24  |     |     |     |     |     | 0    |
| 66   | Lucas Cavalcanti           | BMW       | SBK   |     |     |     |     | INF |     | 0    |
| 67   | Thiago Binkowski           | KTM       | SBK   |     | DNQ |     |     |     |     | 0    |
| 68   | Rafael Macedo              | Kalex     | SSP   |     | Ret |     |     |     |     | 0    |
| 69   | Fernando Santos            | Kalex     | SSP   |     |     | Ret |     |     |     | 0    |
| 70   | Marcelo Silva              | Kawasaki  | SBK   |     |     |     |     | Ret |     | 0    |
| 71   | Davidson Gonçalves         | Triumph   | SBK   |     |     |     |     | DSQ |     | 0    |
| Pos. | Rider                      | Moto      | Clase | GOI | CGR | POT | CAS | CUR | PIR | Pts. |

| Color     | Resultado                                                               |
| --------- | ----------------------------------------------------------------------- |
| Oro       | Ganador                                                                 |
| Plata     | 2.ª plaza                                                               |
| Bronce    | 3.ª plaza                                                               |
| Verde     | Finalizó en los puntos                                                  |
| Azul      | Finalizó sin puntos                                                     |
| Azul      | NC - No clasificado                                                     |
| Violeta   | Ret - No terminó (Carrera)                                              |
| Rojo      | DNQ - No se clasificó                                                   |
| Negro     | DSQ - Descalificado                                                     |
| Blanco    | DNS - No empezó (carrera)                                               |
| Blanco    | WD - Retirado (fin de semana)                                           |
| Blanco    | C - Carrera cancelada                                                   |
| Sin color | DNP - Inscrito pero no participó                                        |
| Sin color | INJ - Lesionado                                                         |
| Sin color | EX - Excluido                                                           |
| Estado    | Resultado                                                               |
| Negrita   | Pole position                                                           |
| Cursiva   | Vuelta rápida                                                           |
| †         | Abandona, pero clasifica al completar el porcentaje requerido para ello |

### Campeonato de Constructores
| Pos. | Rider     | GOI | CGR | POT | CAS | CUR | PIR | Pts. |
| ---- | --------- | --- | --- | --- | --- | --- | --- | ---- |
| 1    | BMW       | 4   |     |     | 5   | 3   | 6   | 50   |
| 2    | Ducati    | 14  | 6   | 3   | 4   | 6   | 21  | 41   |
| 3    | Suzuki    | 9   | 1   |     |     | 2   | 4   | 65   |
| 4    | Aprilia   | 2   |     | 1   | 2   | 8   |     | 73   |
| 5    | MV Agusta |     | 3   | 8   | 6   | 9   | 8   | 49   |
| 6    | Kawasaki  | 1   | 2   |     |     | Ret | 19  | 45   |
| 7    | Honda     | 11  |     | 6   |     |     | 1   | 40   |
| 8    | Triumph   |     |     | 2   | 1   | 10  |     | 51   |
| 9    | Kalex     |     | Ret | Ret |     | 1   | 18  | 25   |
| 10   | Sundown   |     |     |     | 3   |     | 20  | 16   |
|      | Yamaha    | 5   |     | 5   | 7   | 5   |     | 42   |
|      | KTM       |     | DNQ |     |     |     | 9   | 7    |
| Pos. | Rider     | GOI | CGR | POT | CAS | CUR | PIR | Pts. |

### Sistema de puntuación
Es lícito descartar los tres peores resultados de la temporada.
| Puntuación | 1° | 2° | 3° | 4° | 5° | 6° | 7° | 8° | 9° | 10° | 11° | 12° | 13° | 14° | 15° |
| ---------- | -- | -- | -- | -- | -- | -- | -- | -- | -- | --- | --- | --- | --- | --- | --- |
| Carrera    | 25 | 20 | 16 | 13 | 11 | 10 | 9  | 8  | 7  | 6   | 5   | 4   | 3   | 2   | 1   |

## Cobertura televisiva
Las Carreras de lo Campeonato Brasileño de Superbikes se transmiten por Televisión por Cable incluyendo: ESPN, Fox Sports, Movistar+, CBS Sports y NBC Sports. 

### Cobertura en Brasil
| Transmissão | Transmissão                    |
| ----------- | ------------------------------ |
| SporTV      | Narração: Eugênio Rizzardo     |
| SporTV      | Narração: Rogério Rockenbach   |
| SporTV      | Comentários: Pedro Della Corte |
| SporTV      | Comentários: Karen Battaglia   |

| Transmissão | Transmissão                      |
| ----------- | -------------------------------- |
| Band        | Narração: Eduardo Vaz            |
| Band        | Narração: Márcio Possamai        |
| Band        | Comentários: Gilberto Bertarello |
| Band        | Comentários: Ana Coser Mazutti   |

| Transmissão | Transmissão                         |
| ----------- | ----------------------------------- |
| BandSports  | Narração: Celso Miranda             |
| BandSports  | Narração: Gian Calabrese            |
| BandSports  | Comentários: Robson Amaral          |
| BandSports  | Comentários: Claudia Refatti Benato |

| Transmissão | Transmissão                   |
| ----------- | ----------------------------- |
| YouTube     | Narração: Octávio Muniz       |
| YouTube     | Narração: Thiago Fabris       |
| YouTube     | Comentários: Ivar Castagnetti |
| YouTube     | Comentários: Henrique Gava    |

### Otros países
- Colombia: RCN Televisión y RCN HD2
- Portugal: Sport TV
- Reino Unido: BT Sport
- Canadá: Sportsnet
- España: Movistar+
- Hispanoamérica: ESPN y Star+

### Enlaces de transmisión
| Internet (Global) |
| ----------------- |
| YouTube           |
| Motorsport.tv     |
| Facebook          |
| Zoome             |
| Catve.com         |
| Auto Videos       |
| Twitch            |